# Stift Ossiach

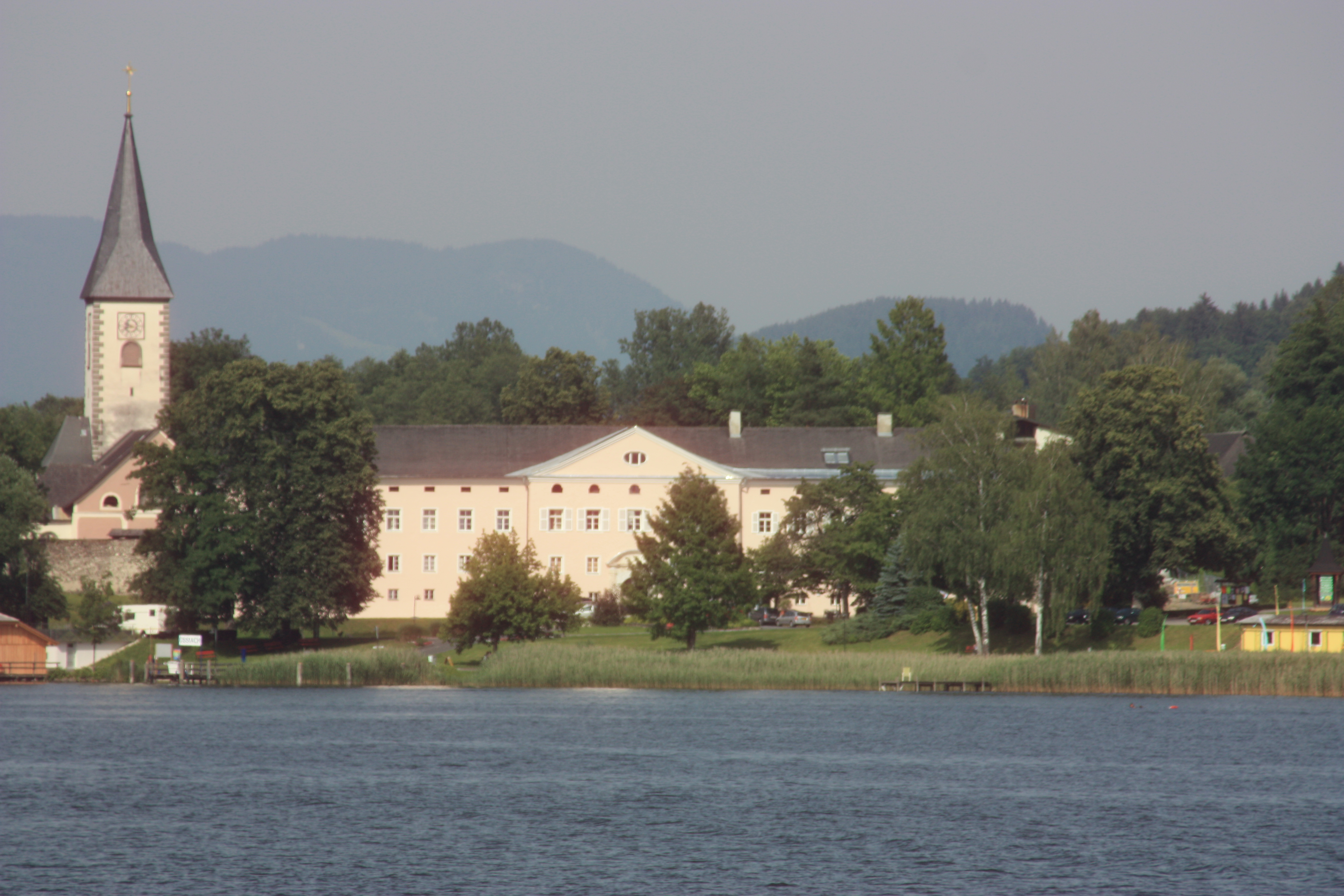
See-Ansicht

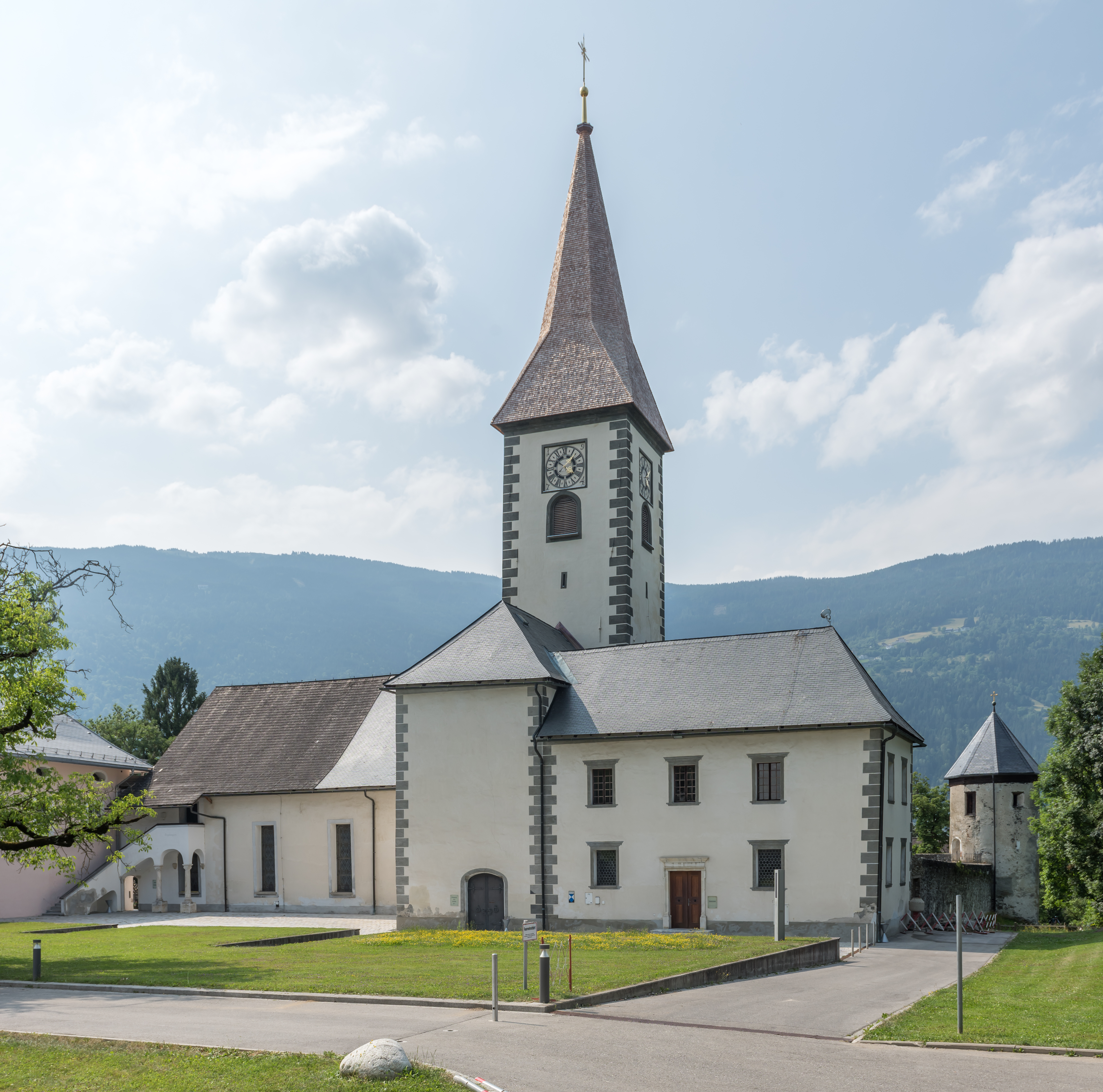
Stiftskirche

Das Stift Ossiach ist ein ehemaliges Benediktiner-Stift am Südufer des Ossiacher Sees in Kärnten.

## Geschichte

### Gründung
Das Gebiet des Ossiacher Sees gehörte zu den Gebieten, die 878 von König Karlmann als Hof Treffen dem Kloster Ötting geschenkt wurde. Lange Zeit hat man angenommen, dass sich die Schenkung auf das Kloster Ossiach bezieht; man glaubte daher, im König den Gründer des Stiftes Ossiach erkennen zu können. Auch als man später die Fehlinterpretation der Urkunde von 878 erkannte, hielt man an einer entsprechend frühen Gründung des Stiftes fest. Ausgrabungen deuten ebenfalls darauf hin, dass sich hier bereits vor der Ansiedlung der Benediktiner eine Kirche befand.
Ende des 10. Jahrhunderts kam der Hof Treffen an den Bischof von Passau, später an Kaiser Heinrich II. Dieser übertrug den Hof an den Grafen Ozi. Über die Entstehung des Klosters ist wenig bekannt, da keine Urkunden überliefert sind. Die Gründung erfolgte kurz vor 1028 durch Ozi und seine Gemahlin Glismod (je nach Quelle auch Irenburg genannt). Die ersten Mönche sollen aus dem bayerischen Kloster Niederaltaich gekommen sein. Erster urkundlich belegter Abt war Wolfram, ein Mönch aus Niederaltaich. Der Name des Stiftes leitet sich jedoch nicht vom Gründer ab, der auch als Ozzius bezeichnet wird, sondern von der slowenischen Bezeichnung für die Gegend, osoje, was „Die von der Schattseite“ bedeutet.
Das Stift Ossiach war zuerst ein Familienkloster nach Eigenkirchenrecht. Über dieses konnte der Stifter selbst frei verfügen. Ozi hatte zwei Söhne, Ozi II. und Poppo. Letzterer war Patriarch von Aquileja. Er versuchte, das Stift, das im salzburgisch beeinflussten Teil Kärntens lag, unter den Einfluss seines Patriarchats zu stellen. Dies wurde ihm 1028 von Kaiser Konrad II. bestätigt. Diese Stellung Ossiachs als Eigenkloster Aquilejas blieb bis in das 13. Jahrhundert aufrecht.

### Boleslaus-Legende
Der zweite Abt von Ossiach war Teuzo, der aufs Engste mit der Boleslaus-Legende verbunden ist. Nach dieser Legende soll der polnische König Boleslaus II. nach der Ermordung Bischof Stanislaus’ in Ossiach als „stummer Büßer“ unerkannt gelebt haben und sich erst am Totenbett dem Abt zu erkennen gegeben haben. Diese Version mit der Flucht nach Kärnten kam im 15. Jahrhundert bei polnischen Geschichtsschreibern auf. Ob Boleslaus tatsächlich in Ossiach gelebt hat, ist nicht geklärt. Sein angebliches Grab liegt an der Nordmauer der Kirche. Graböffnung und weitere Grabungen im 19. und 20. Jahrhundert konnten hier keine Klarheit schaffen. Das Grabdenkmal ist seit dem 16. Jahrhundert Gegenstand der Boleslaus-Verehrung, besonders durch polnische Pilger. Kaiser Franz Joseph I. hat am Grab 1856 einen Kranz niedergelegt. Das Kronland Galizien und Lodomerien hat 1905 für die Stiftskirche Glasfenster auf der Orgelempore gestiftet. Noch 1945 stellten polnische Soldaten einen Gedenkstein auf.

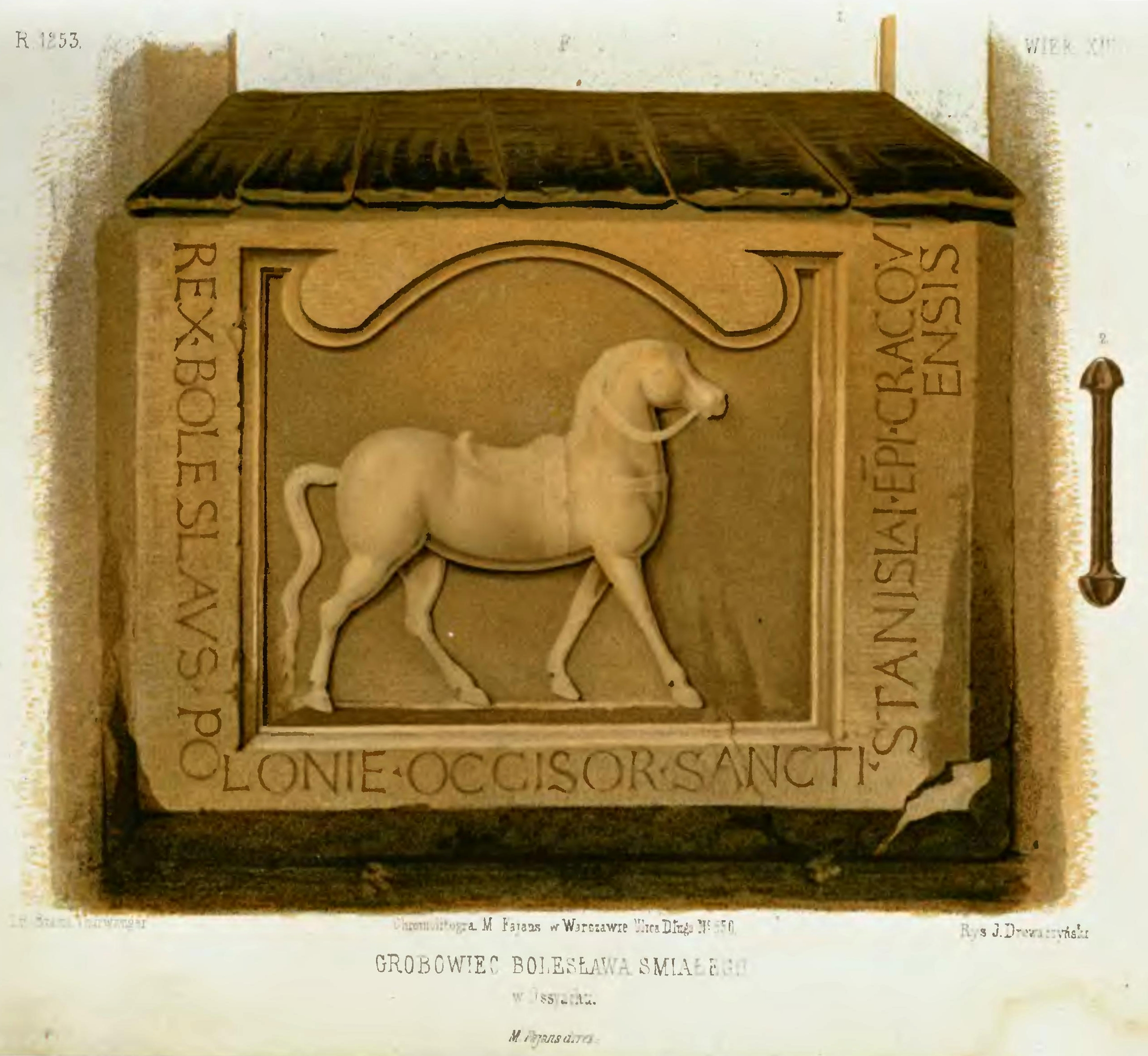
Grabstein von Boleslaus II. (Zeichnung)
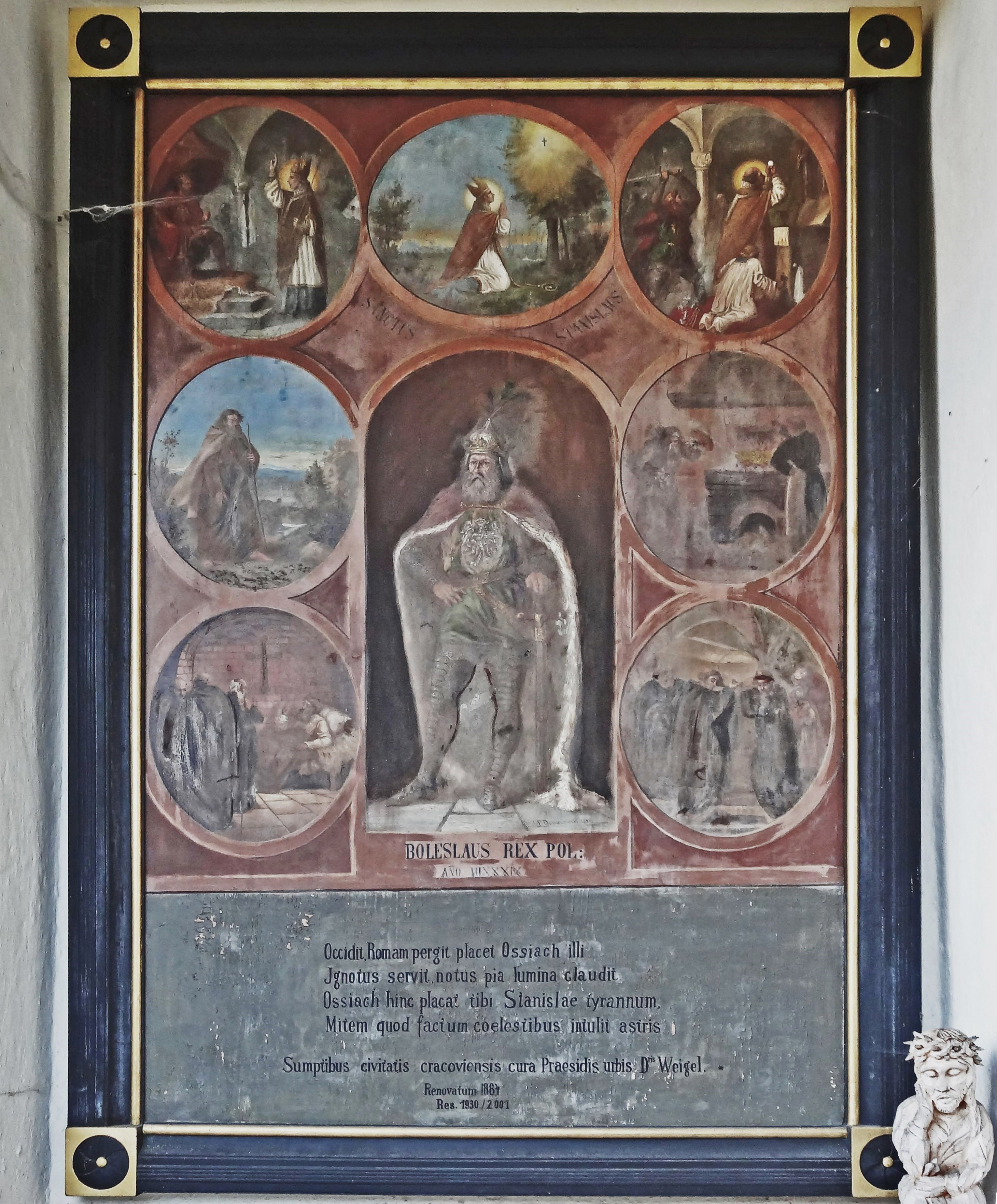
Gemaltes Epitaph für Boleslaus II. an der Kirchennordwand

### Hochmittelalter
Das Stift unterstand zwar dem Patriarchat Aquileja, die Vogtei über das Stift verblieb aber in der Stifterfamilie. Der letzte direkte Nachkomme Ozis, Graf Otto von Cordenons, vermachte seine Güter und Rechte, somit auch die Vogtei, seinem Verwandten Markgraf Ottokar II. von Steiermark. Wie die Steiermark ging die Vogtei 1192 an die Babenberger über, und 1282 an die Habsburger. Diese übertrugen die Vogtei zeitweise an Herzog Meinrad II. von Görz-Tirol.
In dieser Zeit konnte das Stift seinen Grundbesitz weiter ausbauen. Wahrscheinlich schon zum ursprünglichen Stiftungsgut gehörten das Gebiet um den Ossiacher See und Feldkirchen sowie im Rosental. Es kamen Gebiete am Wallersberg (Völkermarkt) und im Jauntal hinzu, weiters ein Amt in Lienz (Osttirol). 1233 kaufte das Stift Besitzungen im Lungau.
1267 erhielten die Äbte von Ossiach vom Patriarchen von Aquileja den Titel eines „Erzpriesters des Rosentales“. Diesen Titel hatten sie bis zur Klosteraufhebung inne. Im Laufe des Hochmittelalters vollzog sich eine langsame Loslösung des Stiftes vom Patriarchat und eine Wendung hin zum Erzbistum Salzburg. Die kirchenrechtlichen Ansprüche Aquilejas endeten etwa 1280.
Unter Abt Werner (1307–1314) begann in Ossiach die Jahrhunderte währende Tradition als Wunderheilstätte. Mit drei Kristallkugeln, die Abt Werner von der Gottesmutter erhalten haben soll, wurden Blinde, Taube, Stumme und „Besessene“ durch „Brennen“ geheilt. Die Kristallkugeln wurden auch von Paracelsus und von Valvasor in dessen Topographia Archiducatus Carinthiae erwähnt. Heute ist nur mehr die kleinste der drei Kugeln erhalten, die sich im Diözesanmuseum in Klagenfurt befindet.
1343 erneuerte Herzog Albrecht das herzogliche Schutzprivileg für das Stift. Er erlaubte den mautfreien Lebensmitteltransport aus allen Kärntner Städten. Er beschränkte auch die Rechte des herzoglichen Richters auf den Klostergütern. Unter Abt Ulrich I. (1392–1437) wurde den Ossiacher Äbten von Papst Bonifaz IX. Mitra und Pontifikalien verliehen, ein Zeichen für das Ansehen Ossiachs. Abt Andreas I. (1430–1437) erlangte 1436 von Herzog Friedrich für Ossiach die Niedere Gerichtsbarkeit, eine erhebliche Einnahmequelle. Unter Abt Andreas wurde 1434 erstmals das Ossiacher Wappen verwendet, auf rotem Grund ein weißer Schrägbalken, der mit drei weißen Seeforellen belegt ist.

### Spätmittelalter
Zur Zeit der Türkeneinfalle, im letzten Viertel des 15. Jahrhunderts, wurde das Stiftsgebäude wie viele Kirchen Kärntens, mit einer Wehrmauer mit Türmen und Schießscharten umgeben. Das Kloster selbst dürfte aber nie überfallen worden sein. Der Legende nach soll eine Gruppe Mönche jedoch außerhalb des Klosters von Türken überfallen und getötet worden sein. An der angeblichen Mordstätte wurde eine Kirche errichtet, die spätere Wallfahrtskirche Heiligengestade. Die Kirche wurde 1891 wegen Baufälligkeit gesprengt, ihr wertvoller Flügelaltar steht heute in der Deutschordenskirche Friesach. 1478 verwüsteten die Türken die Ossiacher Besitzungen im Rosental. Auch aus den Ungarnkriegen Kaiser Friedrich III. ging das Kloster unbeschadet hervor.
1484 wurden Kloster und Kirche durch ein Feuer praktisch völlig zerstört. Ein damals vor Ort bestehender Frauenkonvent wurde danach aufgelöst. Abt Leonhard Zorn dankte im gleichen Jahr ab, sein Nachfolger Daniel Krachenberger (1484–1496) begann mit dem Wiederaufbau. Er konnte auch Schloss Tiffen für Ossiach erwerben. Unter seinem Nachfolger Erasmus Töttrer (1496–1510) erfolgte am 5. September 1500 die Weihe von fünf Altären der Kirche durch Bischof Erhard von Lavant. Abt Erasmus hat auch den spätgotischen Flügelaltar, damals als Hauptaltar, gestiftet, der heute in der Taufkapelle steht.
Unter Abt Wolfgang Gaispacher (1510–1523) wurde die Kirche auf dem Tauernberg erneuert.

### Frühe Neuzeit
1530 verlor Ossiach durch die Kriegssteuern König Ferdinands ein Viertel seines Besitzes. Dennoch konnte Abt Andreas Hasenberger (1525–1555) das Kloster zu einem Höhepunkt führen. Er ließ Gebäude erneuern und eine Prälatur errichten, er konnte die Pfarre Tiffen dem Stift unterstellen und er ließ am See eine kleine venezianische Flottille bauen, mit einem Bucentaur als Hauptschiff. Im Sommer 1552 war Kaiser Karl V. während seines Aufenthaltes in Villach, häufig Gast auf diesem Schiff und im Kloster.
Das Stift Ossiach unterhielt auch eine Schule, die aber erst 1541 erstmals urkundlich fassbar ist. Einen ersten Hinweis auf Klosterbibliothek und Archiv gibt es aus dem Jahr 1549, als Wolfgang Lazius in einem Bericht darauf hinwies, dass in Ossiach bedingt durch die unsicheren Zeiten die Bücher und Archive in unterirdischen Höhlen verwahrt würden.

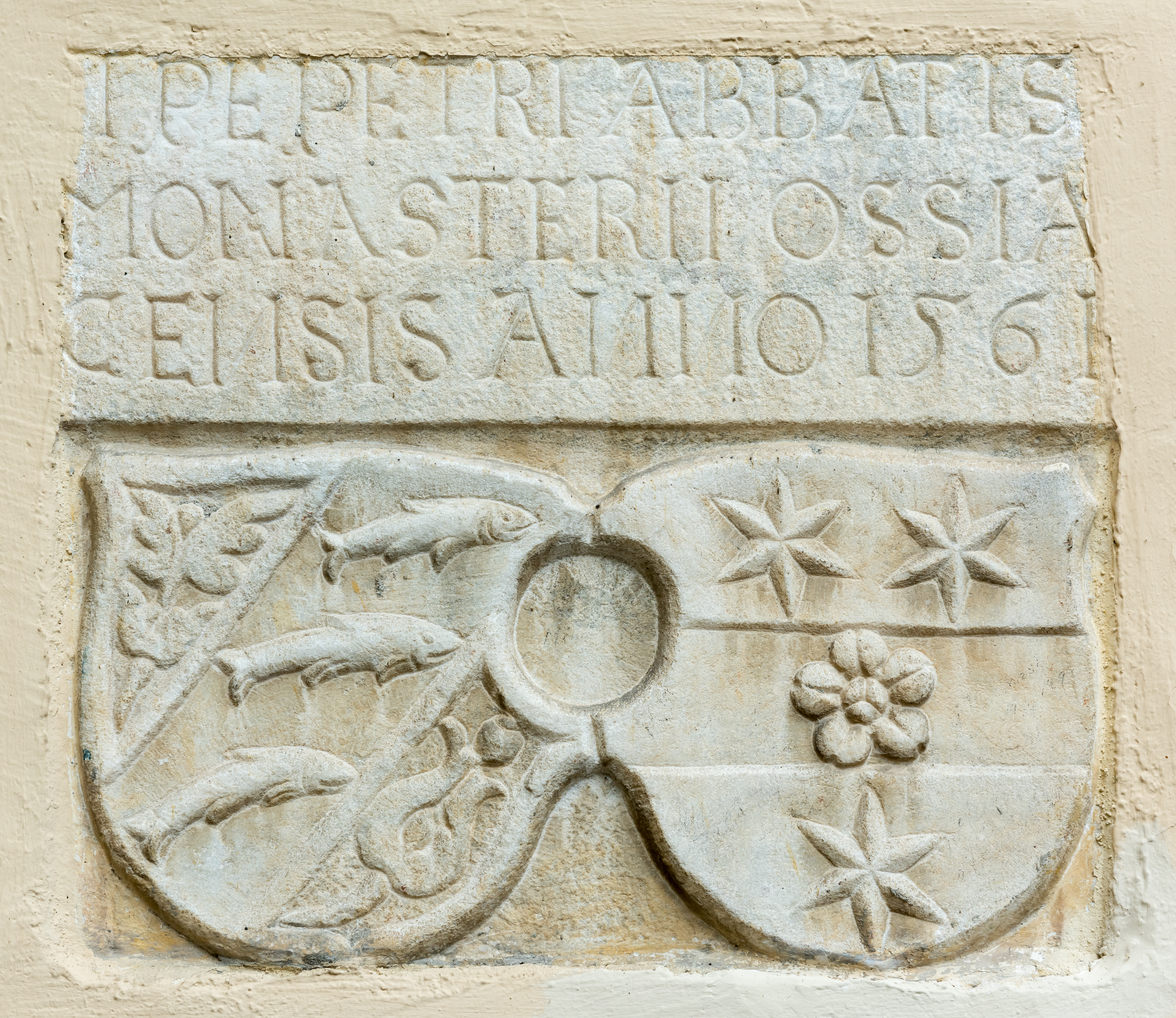
Inschrift und Wappenreliefstein am Gasthaus Seewirt nördlich vom Stift von 1561

Abt Petrus Gröblacher (1556–1587) trat zunächst noch mit Baumaßnahmen hervor, so ließ er die Decke der Stiftskirche täfeln, die Orgel ausbessern und ein Gerichtshaus bauen. Im Laufe seiner Amtszeit häufte er jedoch Schulden auf. Das Amt Lienz ging verloren, der wirtschaftliche Verfall des Stiftes setzte ein. Gröblacher wurde 1587 abgesetzt. Der Konvent wählte daraufhin seinen leiblichen Bruder Zacharias Gröblacher (1587–1593) zum Abt. Seine einzige Baumaßnahme war die Errichtung eines Gasthauses. Die Klosterämter von Feldkirchen und am Wallersberg wurden verpfändet. 1593 erzwang der Erzbischof von Salzburg seine Abdankung. Abt Zacharias war allerdings historisch interessiert. Er verfasste die Annales Ossiacenses, eine Klostergeschichte, die von seinen Nachfolgern bis zur Aufhebung des Stiftes weitergeführt wurde. Auch das Ossiacher Äbtebuch wird ihm zugeschrieben. Es beinhaltet farbige Darstellungen der Äbte mit ihren Wappen sowie biographischen Notizen.
Die Nachfolger von Abt Zacharias kamen von außerhalb des Klosters. Abt Caspar Rainer (1595–1616) gelang es, die meisten der verpfändeten Güter zurückzugewinnen. In der Kirche ließ er die Grabtumba von Graf Ozi in die Krypta verlegen. Abt Georg Wilhelm Schweitzer (1622–1628) konnte den Besitz wieder erweitern: er erwarb ein Haus in Klagenfurt (Ossiacher Hof), kaufte Schloss Prägrad samt Gütern. Im Stift ließ er den Westtrakt mit den Prälatenräumen erbauen, der heute noch erhalten ist. Eine erzbischöfliche Visitation bescheinigte dem Kloster 1624, in gutem Zustand zu sein.

### Barocke Glanzzeit und Auflösung

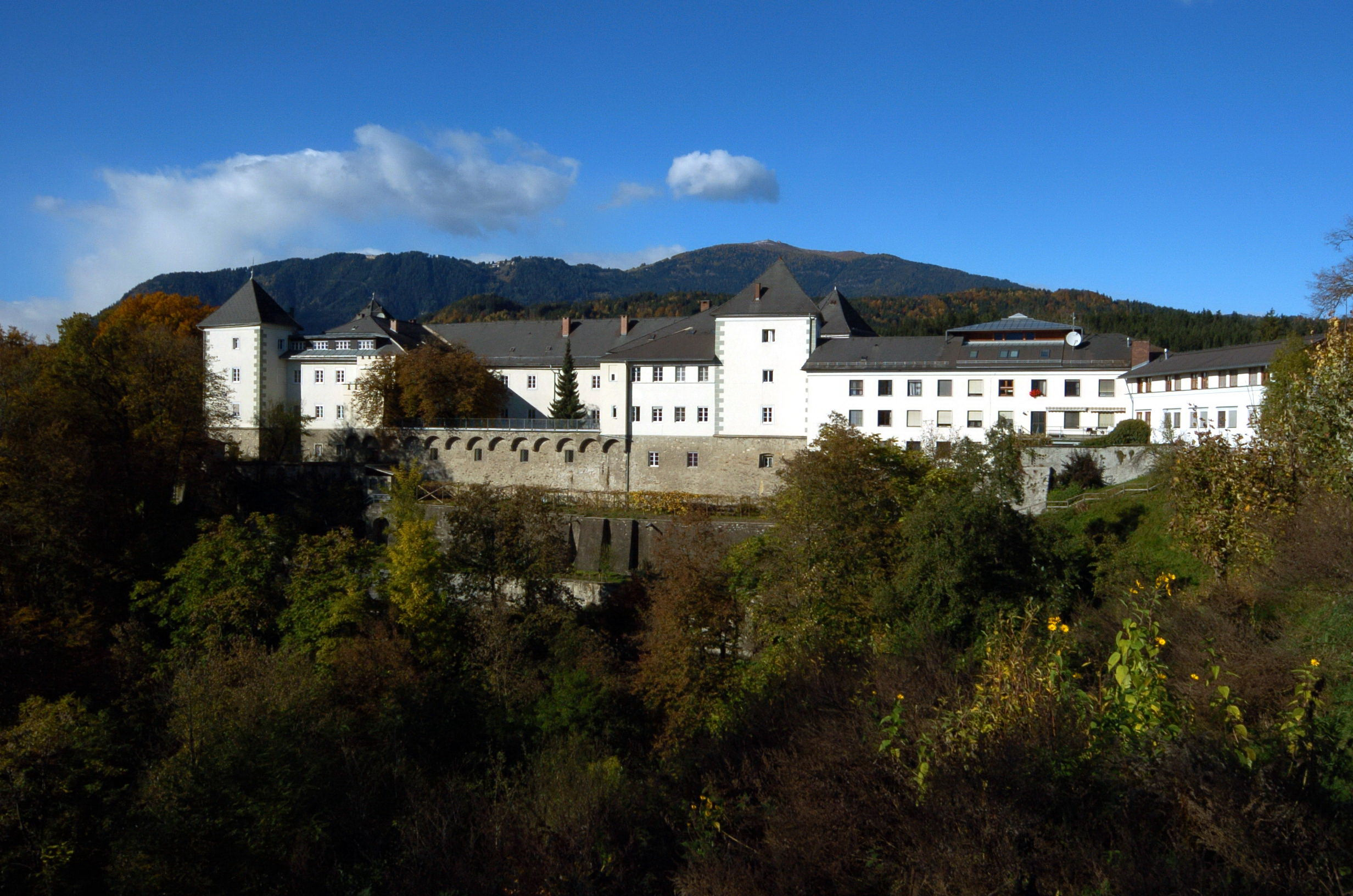
Schloss Wernberg war ab 1672 hauptsächliche Residenz der Ossiacher Benediktiner

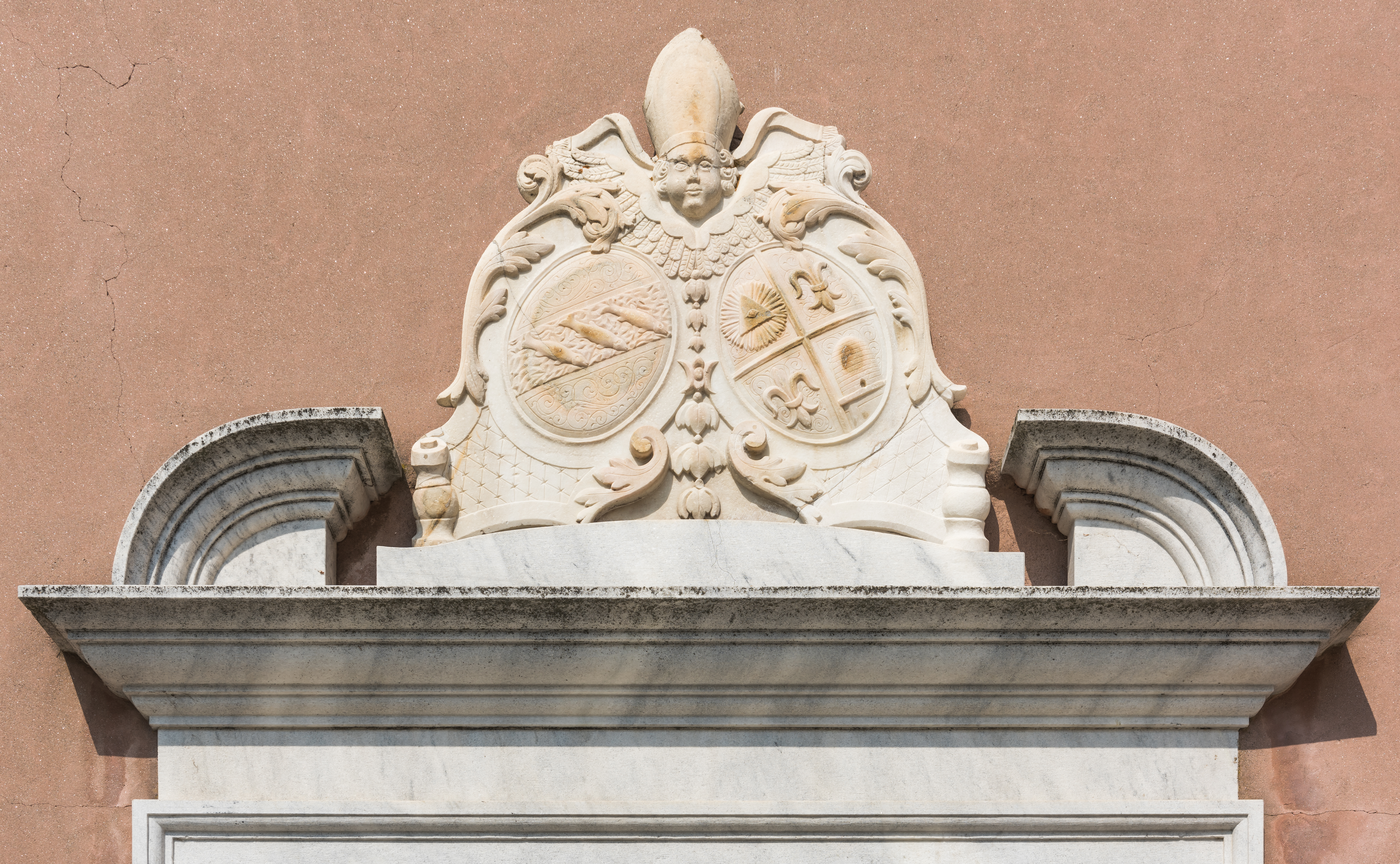
Supraporte über dem West-Portal der Stiftskirche

Abt Christoph Caponig (1656–1682) erwarb 1672 Schloss Wernberg mit Grundbesitz, Fischereirecht und Landgericht. Die meisten Mönche übersiedelten dorthin, nur wenige blieben in Ossiach und hielten Seelsorge und Schule aufrecht. Nächster Abt war Edmund Ibelbacher (1682–1725), der vielseitig gebildete Mann war davor Theologielehrer in St. Paul gewesen. Er wurde zweimal zum Visitator der Salzburger Benediktinerkongregation ernannt, womit auch die Funktion des Rektors der Universität Salzburg verbunden war. In der Stiftskirche ließ er Hochaltar, Kanzel und die heute noch bestehende Barockorgel errichten. Am 23. Oktober 1689 wurde das (fiktive) tausendjährige Bestehen des Stiftes gefeiert. Nachfolger Ibelbachers wurde Virgilius Gleißenberger (1725–1737), ein bedeutender Barockdichter. In seinen lateinischen Hexametern schilderte er auch den Sterz, eine Kärntner Bauernspeise. Gleißenberger baute in Wernberg die Barockkapelle und im Rosental zwei Pfarrhäuser. Unter ihm erreichte die Stiftsbibliothek eine Stand von über 3000 Bänden.
Unter Hermann Ludinger (1737–1753) erhielten Stift und Kirche im Wesentlichen ihr heutiges Erscheinungsbild. Er ließ das Stift barock umbauen. Er beschäftigte namhafte Künstler, wie den Maler Josef Ferdinand Fromiller oder die Stuckateure aus Wessobrunn. Durch sein wirtschaftliches Geschick konnte er die hohen Baukosten wie die hohen Steuern aufbringen. Sein Nachfolger, Roman Zusner (1753–1783), eiferte ihm in der Ausgestaltung des Stiftes nach, häufte aber Schulden an.
Am 5. Dezember 1782 erging durch die Wiener Hofkanzlei der Befehl Kaiser Josephs II. an die Landeshauptmannschaft über die Aufhebung des Stiftes Ossiach. Die Aufhebung erfolgte dann im Frühjahr 1783. Archiv und Bibliothek wurden aus Wernberg und Ossiach weggeschafft. Viele der Bücher kamen an die Studienbibliothek in Klagenfurt, viele gingen verloren. Der Grundbesitz des Stiftes wurde aufgeteilt. Das Gut auf den Tauern wurde verstaatlicht, die Herrschaft Wernberg ging an den Kreishauptmann von Villach, die restlichen Liegenschaften wurden zugunsten des Religionsfonds verkauft. Im Besitz der Pfarre Ossiach verblieb die Stiftskirche, der Pfarrwald und einige wenige Grundstücke.

### Nach der Aufhebung
Von der Aufhebung bis 1810 war der nun Schloss genannte Komplex Sitz der Bezirksleitung des Religionsfonds. Danach wurde es an das Militär verpachtet, das aus dem Stift ein Pferdegestüt machte. 1816 wurde der Kreuzgang abgerissen, das Abbruchmaterial verwendete man für die Stallungen. Im Stiftshof wurde der Zugang zur Kirche vermauert und der Marienbrunnen mit Statue wurde entfernt. Erst 1916 sollte zumindest die Marienstatue wieder im Hof aufgestellt werden. 1872 bis 1879 war Ossiach eine Dragoner-Kaserne, von 1884 bis 1915 ein Staatshengstenposten. Der Prälatentrakt war Sitz des jeweiligen Kommandanten und blieb so erhalten. Nach Ausbruch des Krieges mit Italien 1915 verließ das Militär Ossiach, das Schloss diente als Ross-Spital. Nach Kriegsende waren hier italienische Truppen stationiert (→ Kärntner Abwehrkampf), die die Gebäude plünderten.
Im Mai 1920 wurde Ossiach zum Hengstenstallamt erklärt. Die Augustiner-Chorherren aus Neustift in Südtirol hatten von 1924 bis 1927 einen Teil der Gebäude gepachtet. Eine Wiederansiedlung scheiterte an finanziellen Problemen. Nach dem Anschluss Österreichs 1938 übernahm der Deutsche Reichsforst die Gebäude. Im Zweiten Weltkrieg diente das Stift als Siechenhaus, Wehrertüchtigungslager und Fliegererholungsheim. In den Ställen waren Kriegsgefangene interniert. Nach 1945 waren hier zunächst britische Truppen einquartiert.
Nach dem Abzug der Briten übernahmen 1947 die Österreichischen Bundesforste das Stift. Es folgte eine Generalsanierung von Kirche und Stiftsgebäuden, die sich bis in die 1970er Jahre zog. 1974/75 wurde das vermauerte romanische Westportal der Kirche wieder geöffnet. Im Haupttrakt des Stiftes wurde ein Hotel eingerichtet, dessen Pächter Fassade, Innenhof und Räumlichkeiten sanieren ließ.
Seit der Gründung des Carinthischen Sommers 1969 sind die Stiftskirche sowie der Barock- und Rittersaal im Stift Veranstaltungsorte dieses Musikfests. Seit 1996 befindet sich das Stift im Eigentum des Landes Kärnten.

## Kirche

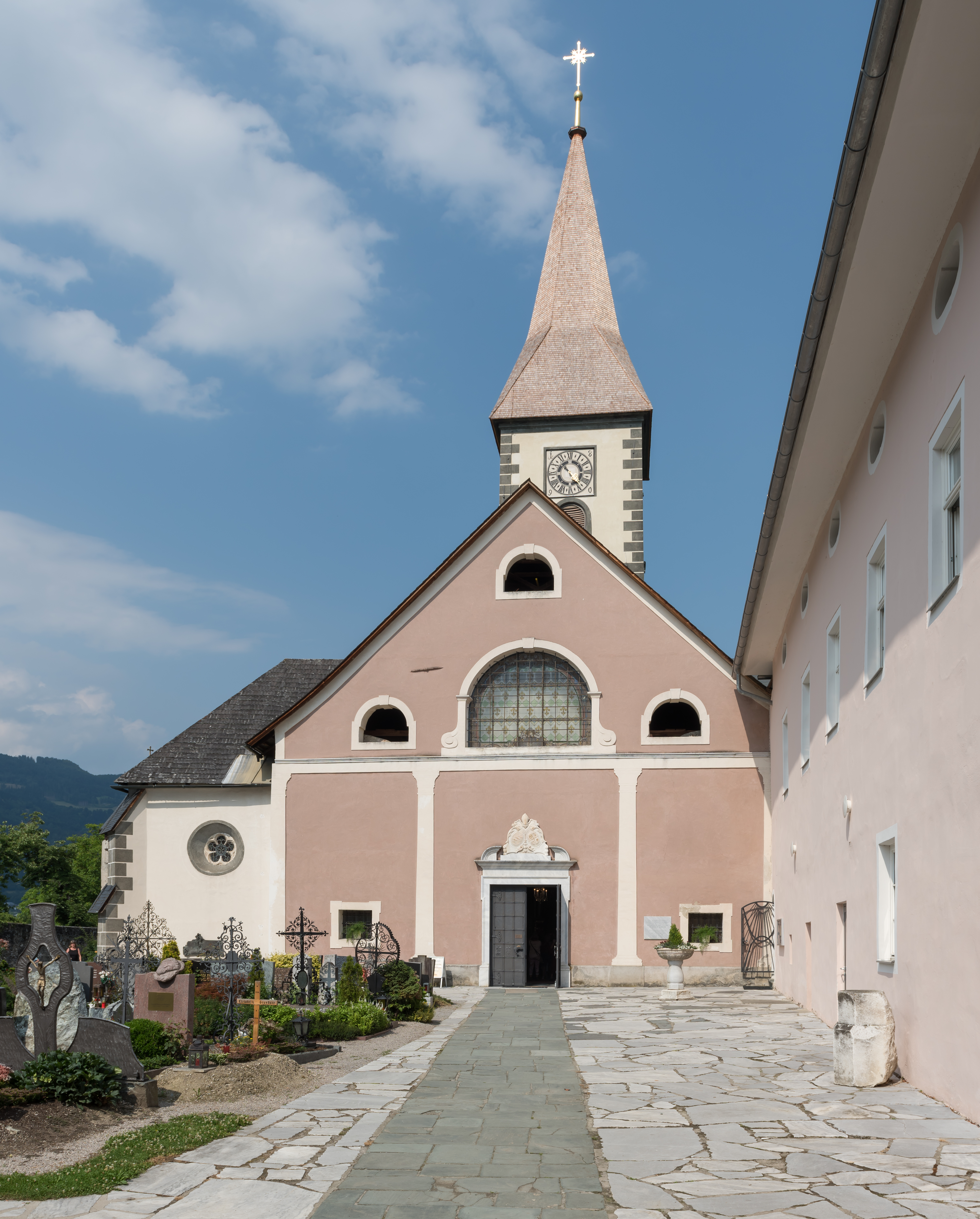
Westfassade der Stiftskirche

Die ehemalige Kloster- und heutige Pfarrkirche Mariae Himmelfahrt ist gegen den See hin von einer Wehrmauer vom Ende des 15. Jahrhunderts umgeben. An der Südseite befand sich der Kreuzgang, der 1816 abgebrochen wurde. Die Kirche ist im Kern romanisch. Nach dem schweren Brand von 1484 wurde sie gotisch wieder aufgebaut. Unter Abt Hermann Ludinger wurde sie 1737 bis 1744 barock umgestaltet, womit sie im Wesentlichen ihre heutige Gestalt erhielt.
Sie hat ein vierjochiges, dreischiffiges Langhaus, der Chor hat drei romanische Apsiden. Am Querhaus schließt im Süden eine Kapelle an, der nach Osten hin die Sakristei angeschlossen ist. Im Nordwesten der Kirche befindet sich eine angebaute Taufkapelle. An der nördlichen Querhauswand setzt außen ein kleiner Treppenturm aus dem 15. Jahrhundert an. An der Nordseite befinden sich auch Strebepfeiler, die im Süden fehlen. Die Fenster im Langhaus sind hochrechteckig und barock. Am nördlichen Querschiff befindet sich ein gotisches Spitzbogenfenster. Die Westfassade wurde im zweiten Viertel des 18. Jahrhunderts errichtet. Der Westeingang hat einen geraden Sturz, die Bronzetür stammt aus dem Jahr 1974.
Das Gebäude ist 31 m lang, rund 14 m breit und ohne Turm 10,3 m hoch. Das Mittelschiff ist 5,5 m breit. Der romanisch-gotische Vierungsturm war bedingt durch den weichen Baugrund lange einsturzgefährdet und konnte erst 1948 gesichert werden. Der Turm trägt einen neugotischen Spitzhelm mit steilen Giebeln aus dem Jahre 1889.

### Inneres
Langhaus

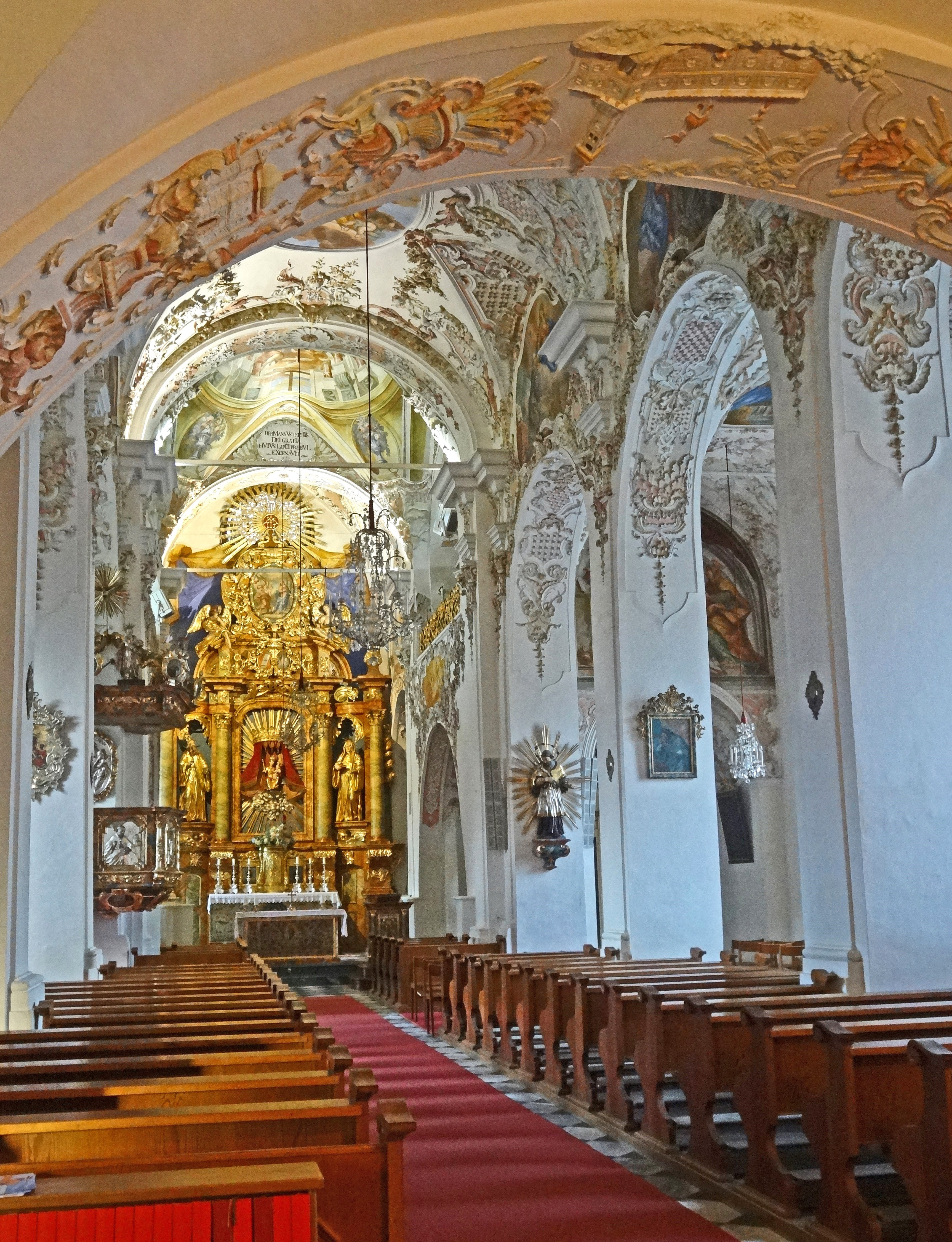
Innenansicht gegen den Hochaltar

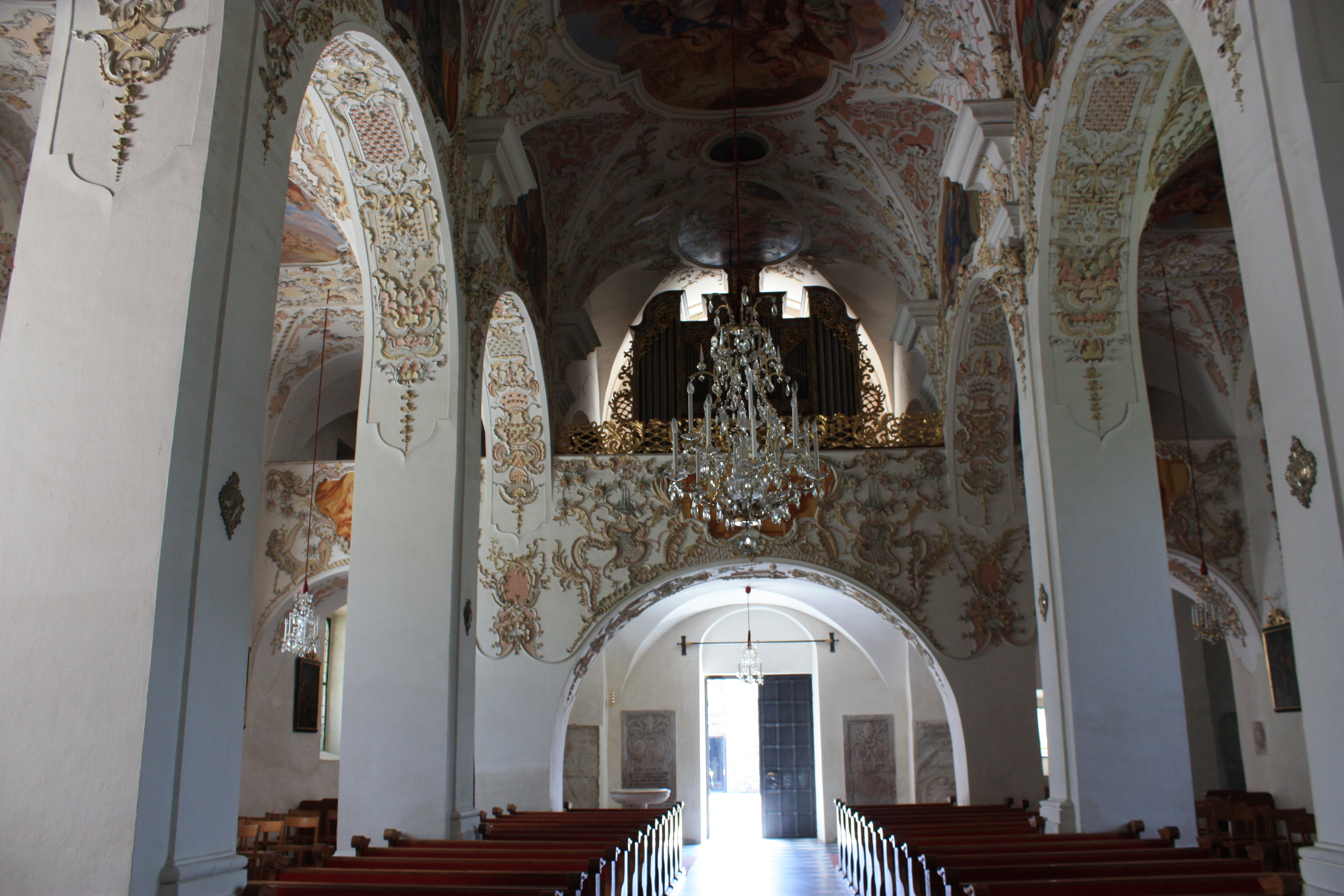
Blick durchs Hauptschiff Richtung Westportal

Das vierjochige und dreischiffige Langhaus hat ein 5,50 m breites Mittelschiff. Dieses ist doppelt so hoch wie breit. Zu den Seitenschiffen hin gibt es breite, hohe Arkadenöffnungen. Die Pfeiler sind im Kern romanisch und wurden bei der Barockisierung der Kirche deutlich erhöht, erhielten zum Mittelschiff hin zarte Pilastergliederung. Die Mittelschifftonne hat Stichkappen, in den Seitenschiffen gibt es ein verschliffenes Kreuzgratgewölbe. Die Westempore ist gemauert und umfasst alle drei Schiffe. Sie ist kreuzgratunterwölbt. Zu den Schiffen hin öffnet sie sich mit je einer Bogenöffnung.
Taufkapelle
Die Taufkapelle stammt aus dem 14. Jahrhundert. Sie wird durch eine breite Rundbogenöffnung betreten, die sich an der Nordwand unter der Westempore befindet. Die Kapelle ist einjochig und hat einen 5/8-Schluss. Das Gewölbe trägt stark profilierte Kreuzrippen. Die runden Schlusssteine sind bemalt. Die Kreuzrippen setzen an tiefsitzenden Wandkonsolen an. An der Südwand rechts vom Eingang befindet sich eine Sitznische.
Querhaus
Das Querhaus liegt in gleicher Höhe wie das Mittelschiff, die Emporeneinbauten liegen in einer Fluchtlinie mit dem Mittelschiff. Die Architekturformen sind vielfach gotisch, die später barockisiert wurden. Die Vierungspfeiler enthalten die Reste der gotischen Pfeiler, ebenso gibt es im Vierungsgewölbe Fragmente des gotischen Gewölbes vom Ende des 15. Jahrhunderts. Das Gewölbe wurde im 18. Jahrhundert barockisiert und mit einem Platzl eingewölbt. Über der südlichen Empore sind gotische Gewölbeformen erhalten. Zwischen den westlichen Vierungspfeilern befindet sich die ehemalige Gruft es Klostergründers Ozi. Der Gruftschacht war in der Vergangenheit mit einer erhöhten Steinplatte gedeckt, bis das Grab um 1615 in die Krypta verlegt wurde.
Südkapelle
Die Südkapelle stammt vom Ende des 15. Jahrhunderts. Sie steht in der Verlängerung des ehemaligen Querschiffs und wird über eine Rundbogenöffnung vom Querhaus her betreten. In den Ecken der annähernd quadratischen Kapelle befinden sich polygonale Wandpfeiler, über denen sich ein gotisches Sterngratgewölbe erhebt. In der Kapelle stehen vier Säulen mit Kapitellen, die bei der Aufdeckung der Krypta 1937 geborgen wurden; drei aus dem 11. Jahrhundert und eine Säule aus dem 15. Jahrhundert. An der Westseite der Kapelle befindet sich der Sarkophag des Klostergründers Ozi.
Chor
Der Chor ist einjochig und besitzt drei Apsiden. Der Chorraum liegt drei Stufen über dem Niveau des Langhauses. Im Vorjoch befindet sich unter der barocken Ausstattung ein gotisches Gewölbe. Dieses ist im nördlichen Seitenjoch stärker verschliffen. Über dem Hochaltar befindet sich ein großes Lünettenfenster. Die Verglasung der Seitenapsiden wurde 1905 von Karl May gestiftet.
Unter dem Chor liegt die frühromanische Hallenkrypta. Teile davon wurden 1937 bei Ausgrabungen aufgedeckt und 1947/1948 wieder unzugänglich gemacht. Die Krypta dürfte nach dem Brand 1484 verschüttet worden sein. Im 18. Jahrhundert wurden drei Grüfte für die Stiftsäbte eingebaut. Die mittlere Säulenreihe besteht aus polychromierten Säulen. Die frühromanischen Kapitelle wurden zum Teil beim neuen Stiegenaufgang verbaut. Vier der Säulen wurden 1947/1948 geborgen und in der Südkapelle aufgestellt.
Sakristei
Die Sakristei ist ein Saalraum im Südosten der Kirche. Im Südwesten der Sakristei befindet sich ein Aufgang. Daneben ist ein Fenster, dessen Verglasung 1905 von Karl May gestiftet wurde. Im Obergeschoß befindet sich ebenfalls ein Saalraum. Über der Südkapelle befindet sich ein Raum, der in die südliche Empore übergeht und unter der barocken Ausstattung ein gotisches Gewölbe erkennen lässt. Der frühbarocke Sakristeischrank ist reich mit Intarsien versehen und wurde 1994 nach einer Restaurierung wieder in der Sakristei aufgestellt. Zuvor war er lange verwahrt gewesen.

### Stuck und Malerei

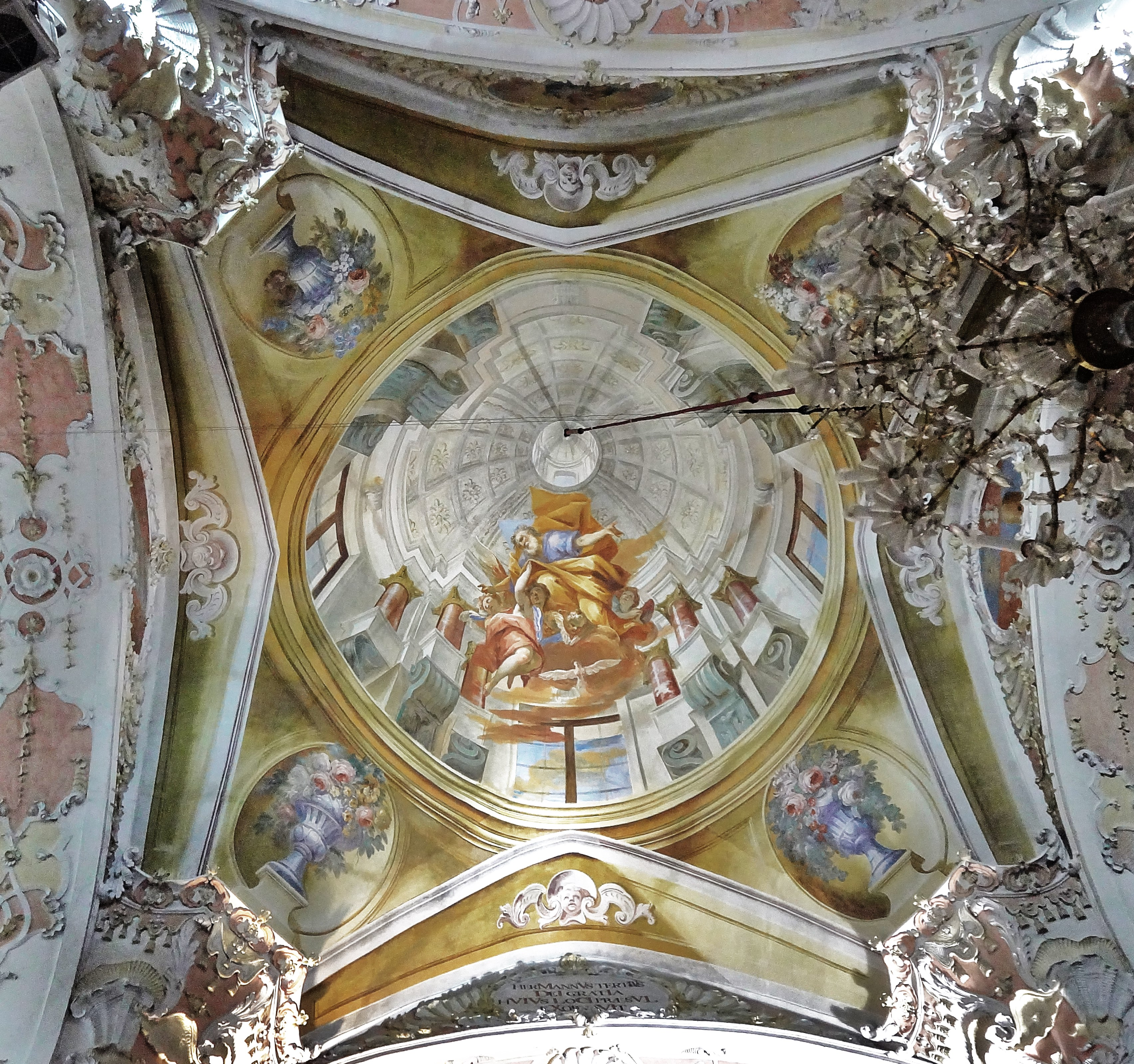
Scheinkuppel im Gewölbe der Vierung

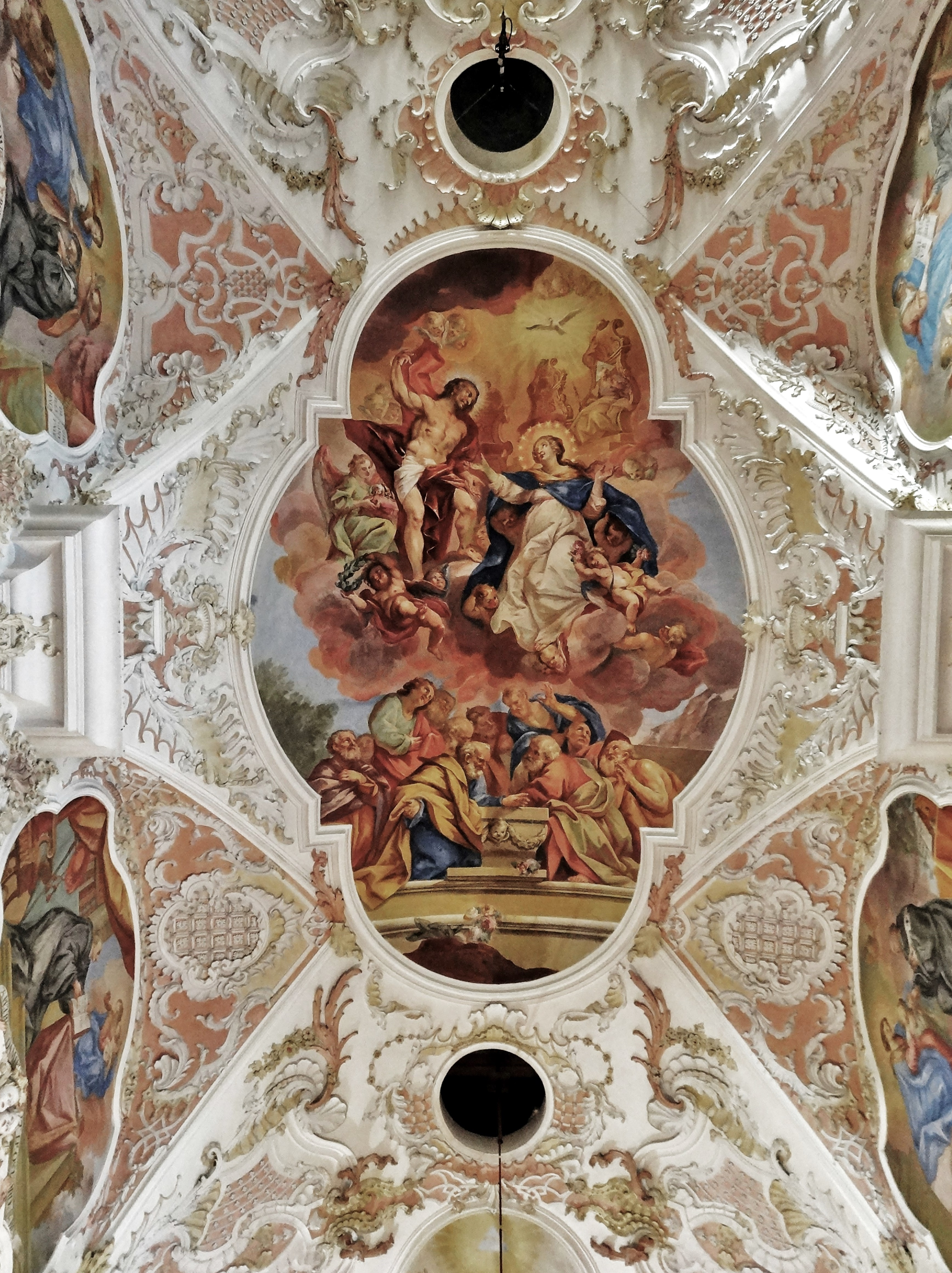
Das Gewölbe des Mittelschiffes mit der Darstellung der Aufnahme Marias in den Himmel (Josef Ferdinand Fromiller, um 1744)

Das Innere ist reich mit Stuckaturen verziert. Sie überziehen die Gewölbe, Grate, Stichkappen, das Pfeilergebälk, die Bogenleibungen und Emporenbrüstungen. Sie stammen aus der Wessobrunner Werkstatt, möglicherweise von Meister Jakob Kopf. Es handelt sich um Laub-Bandl-Ornamente, die zur Zeit ihrer Anbringung bereits überholt waren. Es sind aber auch zeitgemäße Rocailleschnörkel vorhanden. Die Stuckaturen sind in lachsrot, hellgelb, bläulich-lila und smaragdgrün gehalten.
In den Gewölben und an den Schildwänden des Mittelschiffs befinden sich in dem stuckfreien Flächen Fresken von Josef Ferdinand Fromiller. Zum Teil stammen sie auch aus seiner Werkstatt, was die unterschiedliche Qualität erklärt. Der Chor enthält im Gewölbe die Darstellung des Auge Gottes, an der Südwand Vermählung Mariä, an der Nordwand Mariä Heimsuchung. Die Vierung zeigt im Gewölbe die Scheinarchitektur einer gemalten Kuppel, darin Gottvater und Heiliger Geist. An den Wänden sind Christi Geburt und Anbetung der Könige dargestellt.
Im Mittelschiff gibt es drei Gewölbefresken, zwei kleinere mit dem Martyrium der heiligen Katharina sowie der Erhöhung der heiligen Margareta und das über zwei Joche reichende Hauptbild. Dies zeigt die Himmelfahrt Mariens, ein Verweis auf das Kirchenpatrozinium.
An den Wänden des Mittelschiffes sind mehrere Benediktinerheilige dargestellt, denen jeweils die Gottesmutter erscheint: Anselm, Rupert, Hermann, Ildefons, Petrus, Damian und Gregor. In den Seitenschiffen über den Fenstern befinden sich sepiafarbene Darstellungen aus der Boleslauslegende: im rechten Seitenschiff Bischofsmord, Kirchenbann und die Flucht aus Polen, im linken Seitenschiff Boleslaus in Ossiach, wie er sich zu erkennen gibt sowie Pilger an seinem Grab.
Im nördlichen Seitenschiff befindet sich an der Bogenwand die Darstellung Jesu im Tempel, im Gewölbe die Rosenkranzmuttergottes mit Dominikus und Katharina von Siena, das Begräbnis und die Verklärung des heiligen Sebastian. Das südliche Seitenschiff zeigt an der Bogenwand den Tempelgang Mariens, die Taufe Christi und den bethlehemitischen Kindermord. Weiters schwebt in einer Scheinkuppel ein Engel mit dem Schweißtuch der Veronika.
An der Orgelbrüstung befindet sich Darstellung von König David, der heiligen Cäcilia und der Gottesmutter, wie sie Abt Werner die drei Wunderkugeln übergibt.

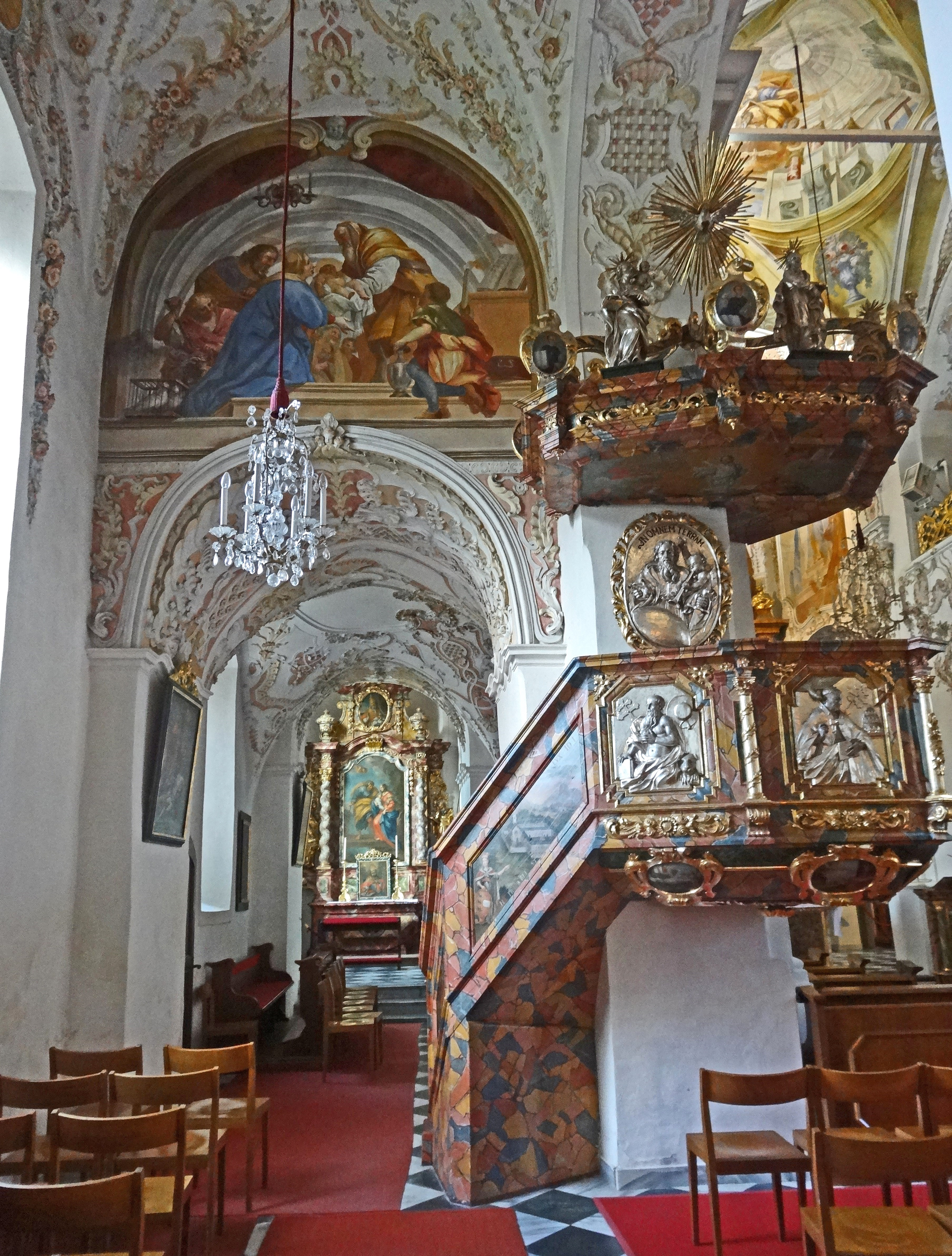
Blick in das nördliche Seitenschiff
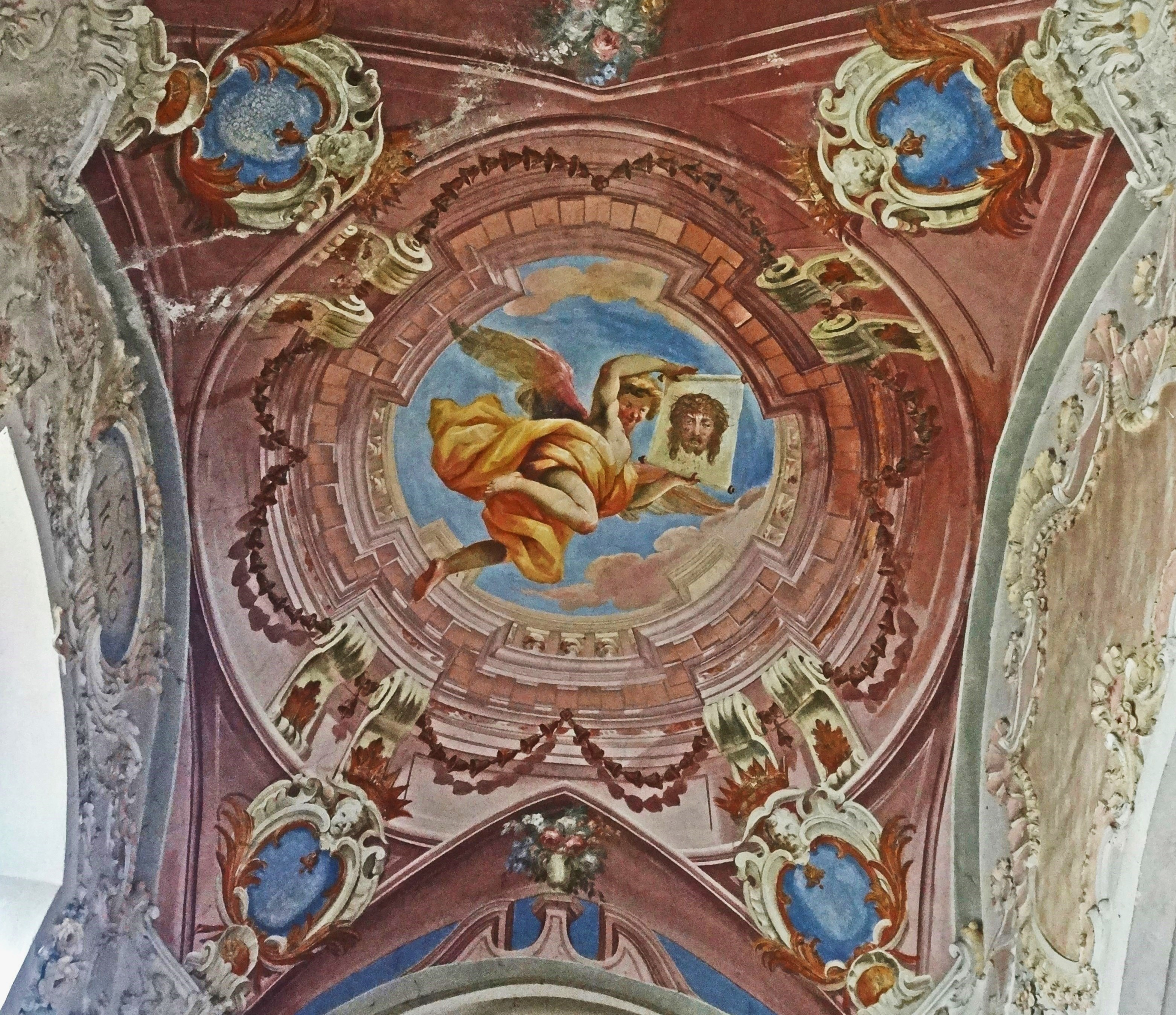
Scheinkuppel im nördlichen Seitenschiff
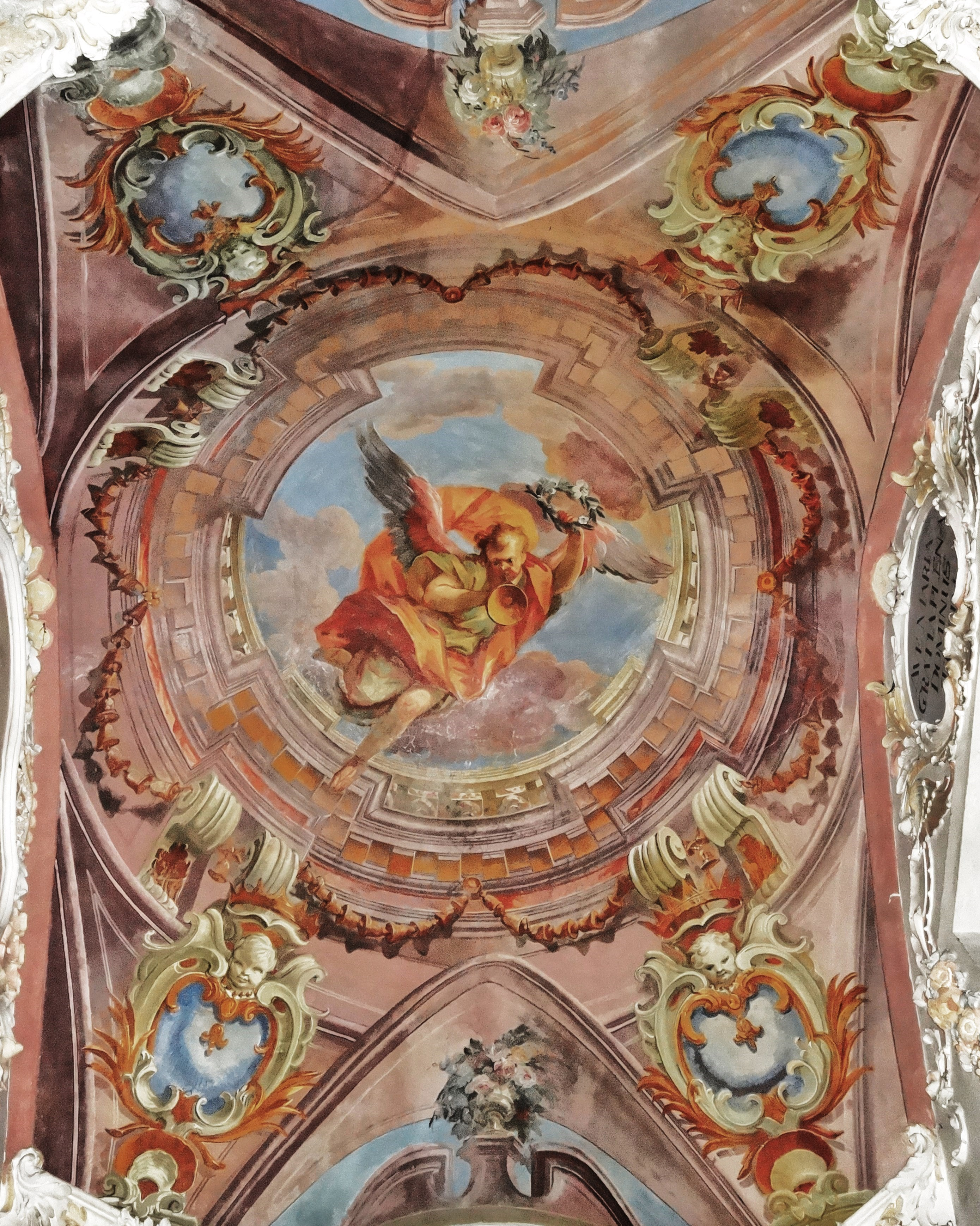
Scheinkuppel im südlichen Seitenschiff

### Einrichtung
Hochaltar

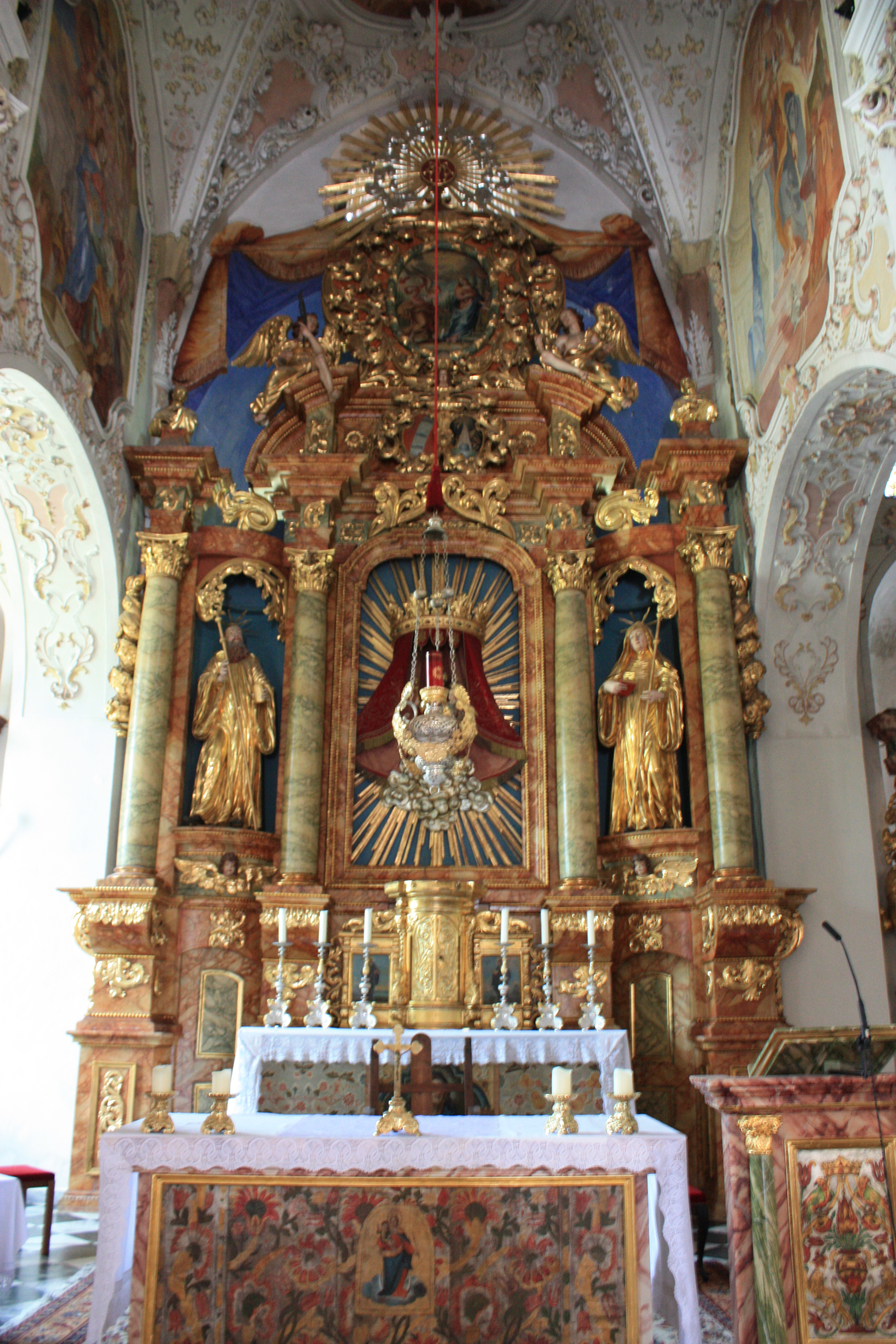
Barocker Hochaltar

Der Hochaltar stammt aus dem letzten Viertel des 17. Jahrhunderts und wurde 1683 aus Maria Elend im Rosental nach Ossiach gebracht. Er ist mit einer Triumphbogenarchitektur ausgestattet. Er besitzt ein hohes Sockelgeschoß mit Opfergangportalen. Darüber befindet sich die dreiachsige, konkave Hauptzone. Über dem Mittelteil erhebt sich ein Segmentgiebel, der von einer Akanthus-Kartusche gekrönt ist. In Rahmen befindet sich unter einem Stoffbaldachin eine Thronende Madonne aus dem 17. Jahrhundert. Ihr zur Seite befinden sich lebensgroße Statuen der Heiligen Benedikt und Scholastika. Das Aufsatzbild zeigt die Verkündigung Mariae.
Seiten- und Wandaltäre
Der linke Seitenaltar stammt aus der Mitte des 18. Jahrhunderts. Das Altarblatt von Josef Ferdinand Fromiller zeigt die Ruhe auf der Flucht. An Figuren sind die Heiligen Anna und Joachim vorhanden. Das Gemälde im Aufsatz zeigt den heiligen Martin. Vor dem Altar steht auf dem Altartisch ein Bild des heiligen Nikolaus.
Der rechte Seitenaltar stammt ebenfalls aus der Mitte des 18. Jahrhunderts. Das Bild von Fromiller zeigt den heiligen Sebastian. Die Figuren stellen die Heiligen Rochus und Rosalie dar. Das Aufsatzbild zeigt den heiligen Stephanus.
Der linke Wandaltar aus dem 18. Jahrhundert zeigt eine Madonnenfigur, eine Kopie des Altöttinger Gnadenbildes von 1912, die auf einem silbergetriebenen Sockel unter einem Baldachin steht. Der rechte Wandaltar zeigt im Altarblatt das Pfingstfest, die seitlichen Figuren stellen Moses und einen Heiligen dar. Das Altarblatt von Fromiller zeigt die heilige Hemma.

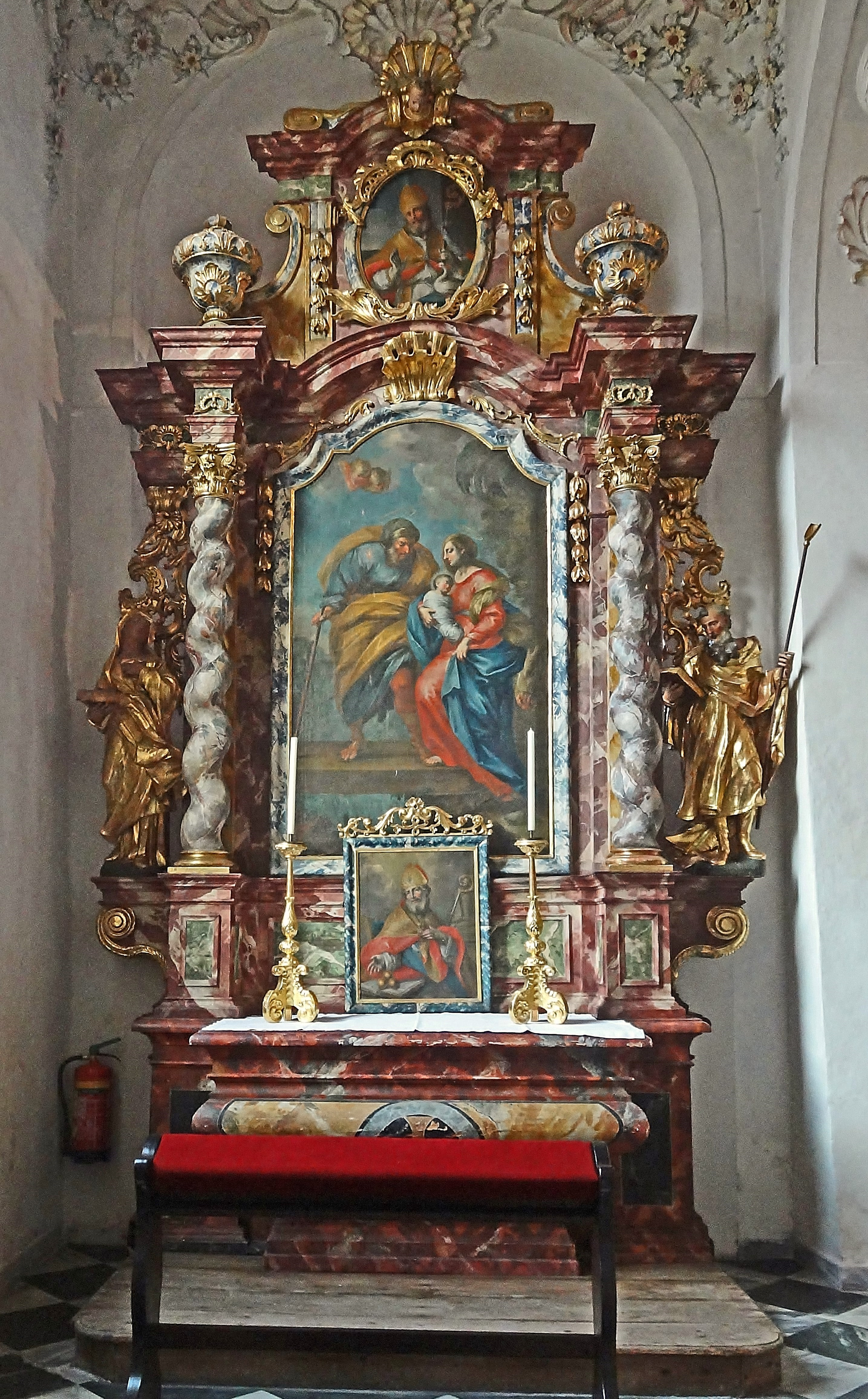
Linker Seitenaltar
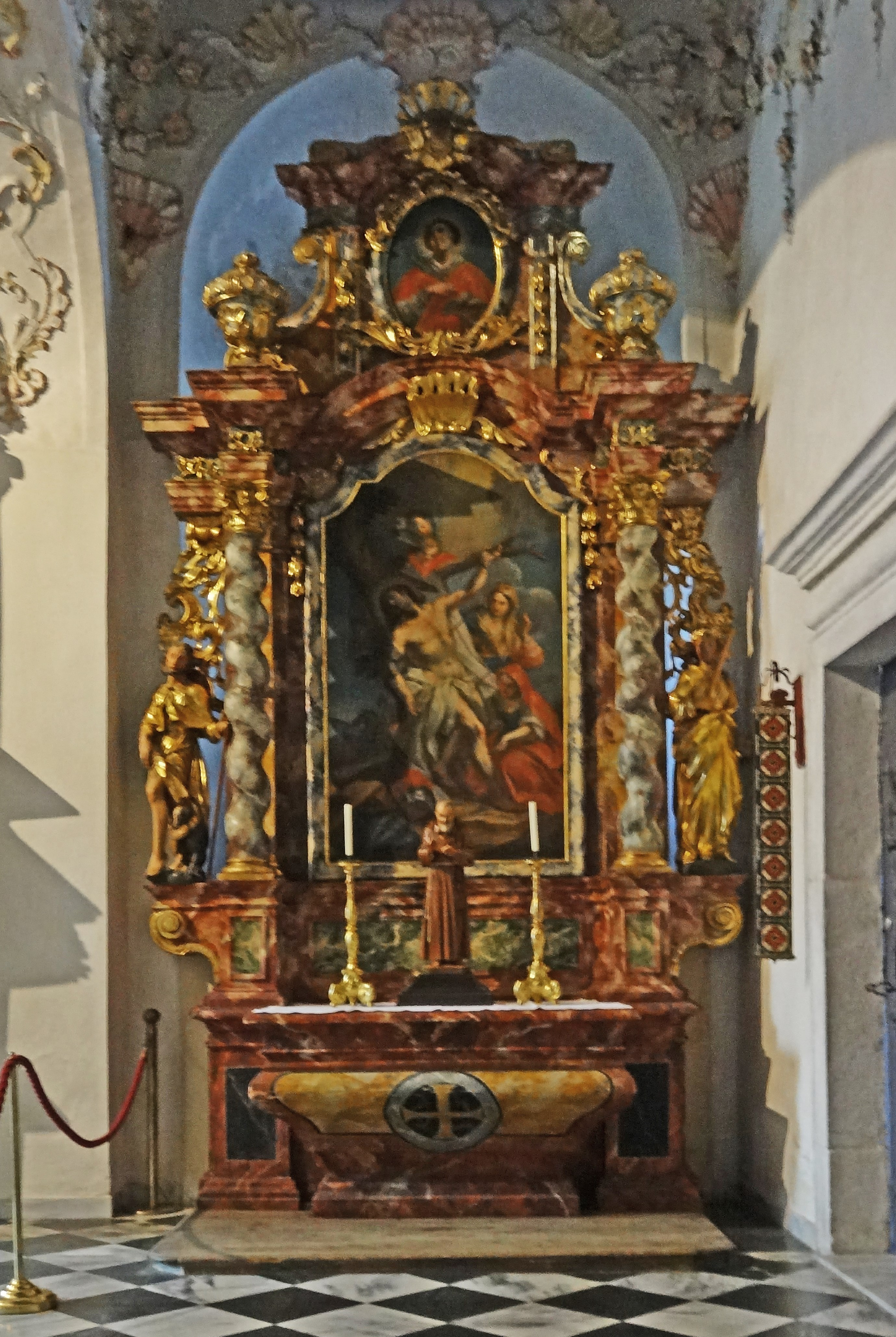
Rechter Seitenaltar

Kanzel

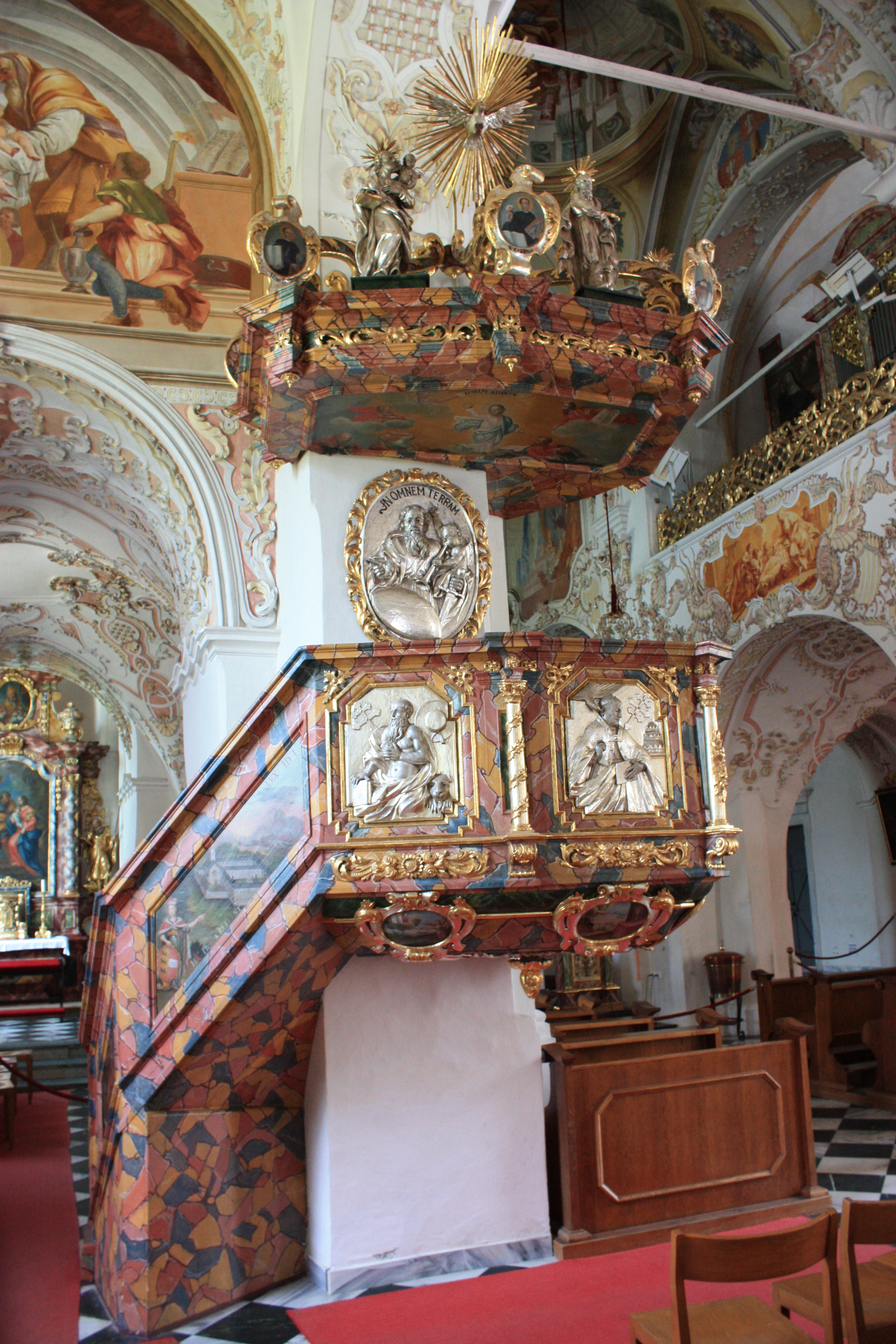
Barocke Kanzel

Die barocke Kanzel ist mit 1725 bezeichnet und besteht aus marmoriertem Holz. Ornamenten, Reliefs, Säulen und Figurengewänder sind teilweise vergoldet und versilbert. Korb und Schalldeckel sind oblong kastenförmig, der Zugang erfolgt links seitlich über eine Stiege mit Brüstung. Der Korb ist durch Säulen gegliedert. Die Felder der Brüstung tragen in rechteckigen Rahmen Reliefs der vier lateinischen Kirchenväter: Vorne links Hieronymus, rechts Papst Gregor, neben ihm Augustinus und an der rechten Seite Ambrosius. Die konische Verjüngung des Korbes trägt ovale Kartuschen mit Emblemen, die verschiedene Bibelzitate szenisch darstellen. Die Stiegenbrüstung trägt ebenso Bilder sowie ein Chronogramm mit der Jahreszahl 1725. An der Rückwand befindet sich in einem ovalen Blattwerkrahmen ein Relief mit dem heiligen Paulus zusammen mit einem posauneblasenden Putto und der Weltkugel. Die Inschrift lautet: In omnem terram („Über die ganze Welt,“ Psalm 18,5). Der Schalldeckelaufsatz wird von Voluten gebildet. Zwischen diesen stehen am Rand des Schalldeckels Evangelistenfiguren. Kartuschen, die sich über den Verkröpfungen befinden, zeigen gemalte Benediktiner: von links nach rechts sind dies Beda der Ehrwürdige; Anselm, Bischof von Canterbury; Johann Buelhus (unsicher); Werner II., Abt von Ossiach. Über den Schalldach schwebt die Taube des Heiligen Geists.
Orgeln

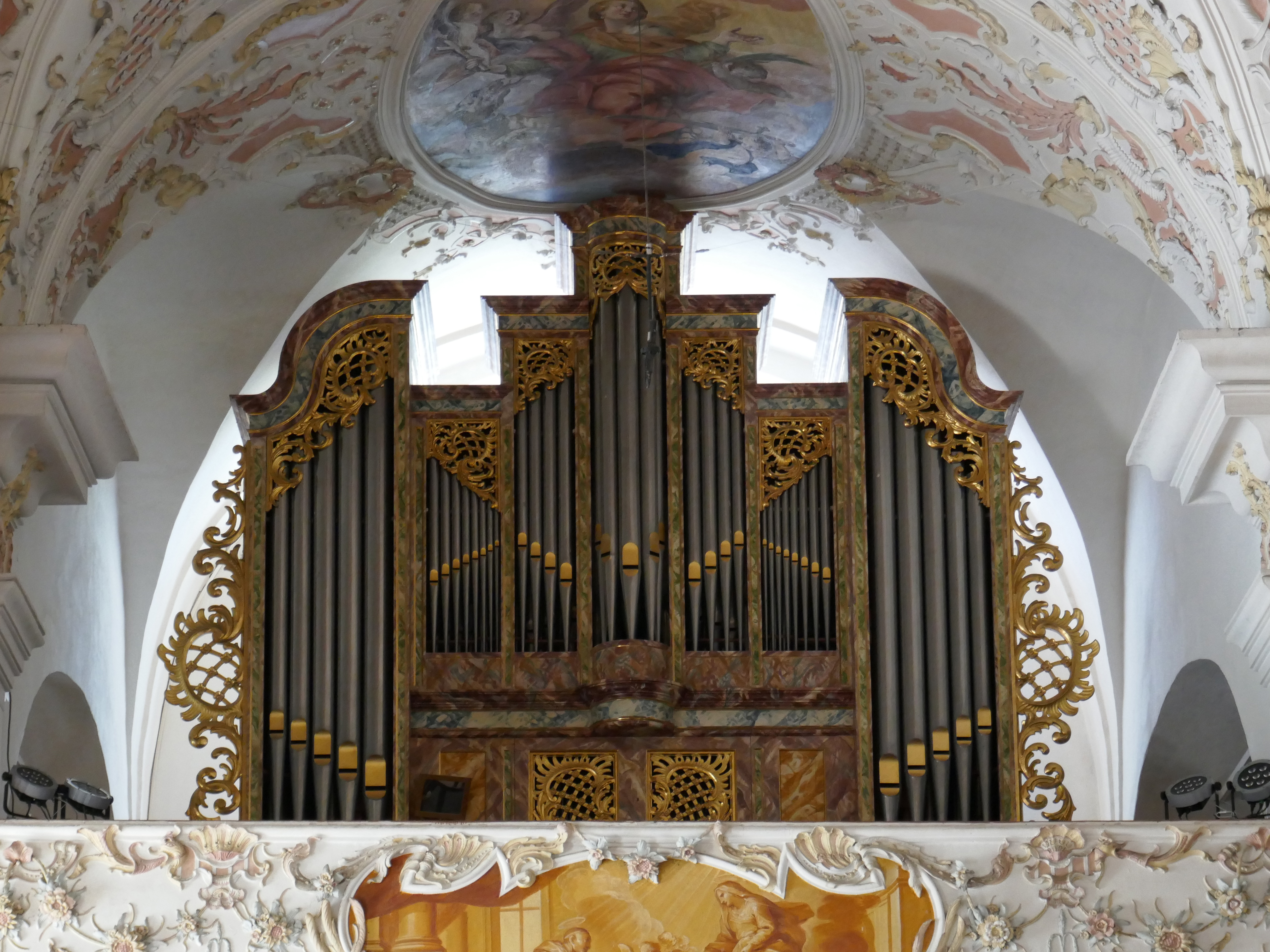
„Wilhelm-Backhaus-Gedächtnisorgel“

Auf der Westempore steht eine moderne Orgel der Firma Metzler (Schweiz) aus dem Jahre 1971, die  Wilhelm-Backhaus-Gedächtnisorgel. Sie erinnert an Wilhelm Backhaus, der in Ossiach das letzte Konzert vor seinem Tod gegeben hat.
Seitlich im Hauptschiff steht die restaurierte Chororgel von 1680, die aus der Werkstätte von Franz Knoller in Villach stammt. Sie hat einen dreiteiligen Prospekt. Die bemalten Flügel zeigen die heilige Scholastika und den heiligen Benedikt. Weitere Darstellungen zeigen Maria Königin der Engel und die heilige Cäcilia, die Patronin der Kirchenmusik. Am Aufsatz des Mittelteiles ist das Wappen von Ossiach und das des Abtes Idelbacher dargestellt.
Spätgotischer Flügelaltar

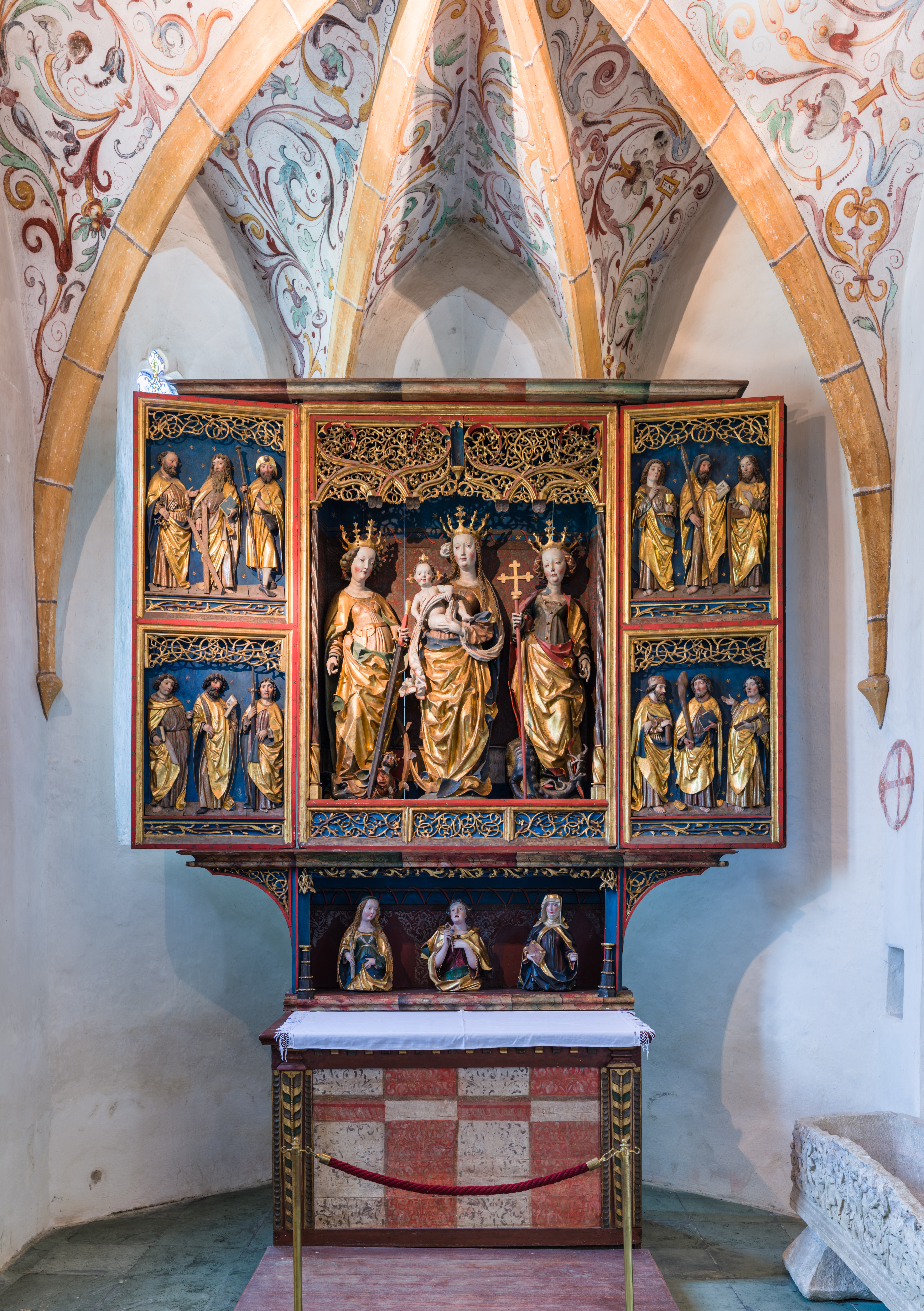
Spätgotischer Flügelaltar in der Taufkapelle

In der Taufkapelle steht ein spätgotischer Flügelaltar, geschaffen um 1505 und vormals als Hauptaltar in Verwendung. Er gilt als eines der bedeutendsten Werke der Kärntner Schnitzkunst. Der Altar stammt aus der älteren Villacher Werkstatt. Im Schrein befinden sich die Schnitzfiguren der Maria mit dem Kinde, seitlich von ihr die Heiligen Katharina und Margaretha. In der Predellennische befinden sich die barocke Büste der heiligen Apollonia und seitlich davon die spätgotischen Büsten der Heiligen Agathe und Scholastika. Die Innenflügel tragen die Reliefs der zwölf Apostel. Die Außenseiten der Flügel zeigen eine gemalte Marienverkündigung, die Geburt Christi, die Marienanbetung des Christuskindes, die Auferstehung Christi und den Tod Mariens. An der Rückwand befindet sich eine gemalte Wurzel Jesse, auf der Rückseite der Predella ein Veronikatuch, das von zwei Engeln getragen wird. Die feststehenden Flügel und der Aufsatz des Altars sind nicht mehr vorhanden.
Restliche Einrichtung
In der Stiftskirche befinden sich etliche Gräber der Äbte. In der Taufkapelle befindet sich an der Westwand das Grabdenkmal von Andreas Hasenberger († 1555). Der rote Stein zeigt den Abt ganzfigurig in Ornat mit Mitra und Stab. An der Nordwand steht der Grabstein von Abt Caspar Rainer († 1621), eine Spätrenaissance-Plastik, den auch diesen Abt im Ornat zeigt. Daneben befindet sich der Wappenstein von Hermann Ludinger. Der Grabstein von Abt Peter Gröblacher zeigt ihn vor einem Kruzifix kniend. Unter dem Fenster ist eine Steinplatte vom Sarkophag des Grafen Ozi angebracht. Auch die Tumba von Ozi befindet sich hier, seit dieser 1615 in der Krypta ruht. Die Tumba ist ein römischer Pilaster aus dem 3. Jahrhundert, der mit Akanthusranken geschmückt ist. An der Südwand der Kapelle ist die Wappentafel von Abt Edmund Ibelbacher aus rotem Marmor angebracht. Ein modernes Karfreitags-Triptychon aus 1979 stammt von Wolfgang Aichinger.
Nahe dem Westportal befinden sich die Grabsteine der Äbte Friedrich Hirschbacher (1642–1656) und Christoph Caponig (1656–1682).

## Friedhof

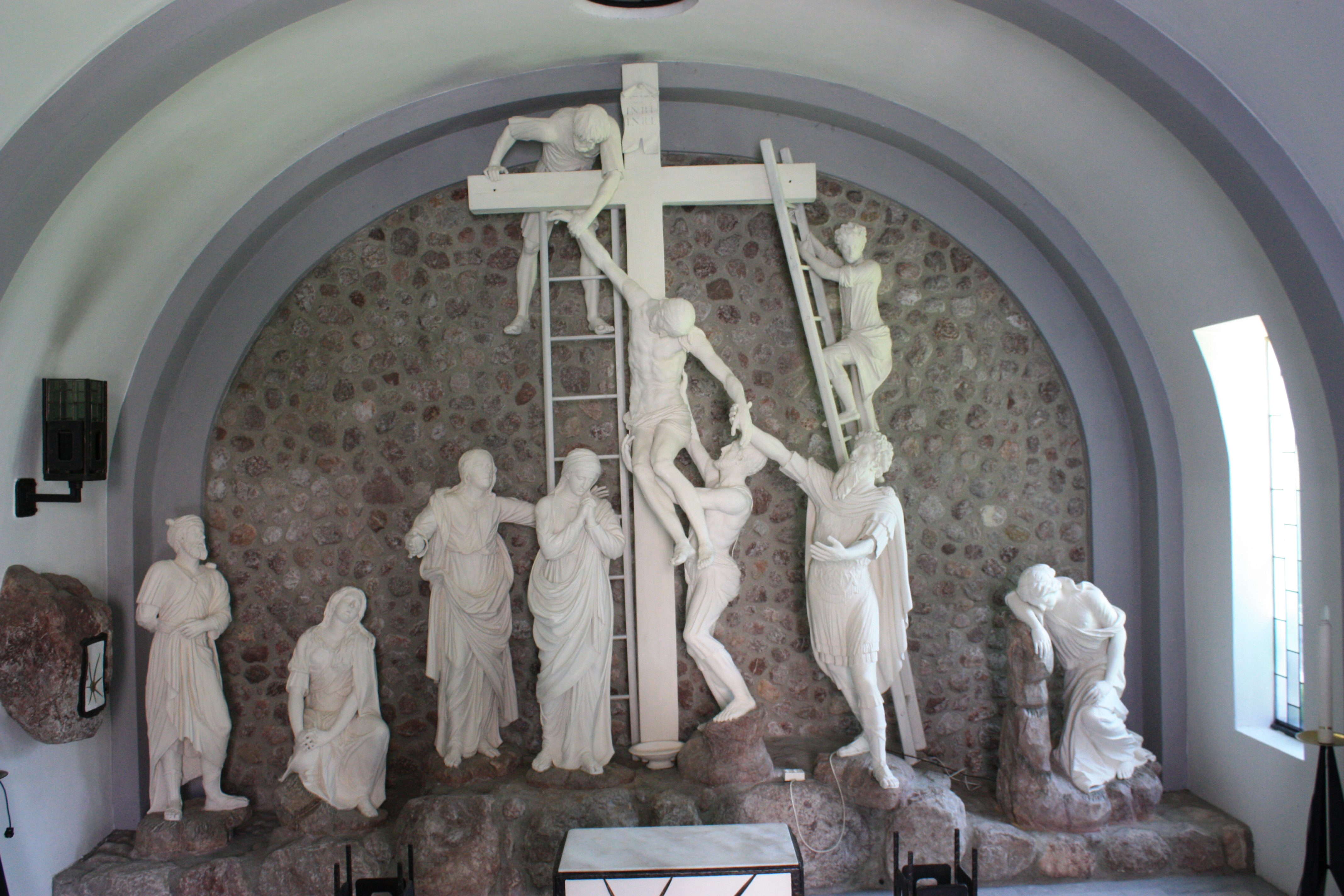
Kreuzabnahme in der Friedenskapelle

Rund um die Kirche liegt ein kleiner Friedhof. Er ist im Westen, Norden und Osten von einer Schießscharten tragenden Mauer umgeben. Im 15. Jahrhundert, zur Zeit der Türkeneinfälle, dürfte sie deutlich höher als heute gewesen sein. In der Nordecke steht ein dreigeschoßiger Rundturm, früher ein Wehrturm, später als Karner in Verwendung, und heute ein Künstleratelier. Aufbahrungen finden in der 1988 errichteten Friedenskapelle statt. Hier steht auch eine Kreuzabnahme-Figurengruppe aus Lindenholz. Sie stammt aus der 1956 abgerissenen Priesterhauskapelle in Klagenfurt. Schnitzer ist Johann Probst aus Sterzing.
Im Friedhof, an der Kirchenmauer, befindet sich auch das Grabdenkmal des polnischen Königs Boleslaus II. Es ist ein großes römisches Marmorrelief mit der Darstellung eines Pferdes. Die umlaufende Inschrift lautet: REX BOLESLAVS OCCISOR SANCTI STANISLAI EPISCOPI CRACOVIENSIS (= König Boleslaus, Mörder des heiligen Stanislaus, Bischof von Krakaus). Über der Marmortafel hängt eine große Bildtafel, auf der der König in Rüstung sowie in sieben Bildern Szenen der Boleslauslegende dargestellt sind. Links vom Grabmal befindet sich ein Gedenkstein, den die Soldaten der 2. polnischen Legion 1945 hier aufgestellt haben.
Links vom Boleslausgrab befindet sich an der Mauer ein verblasstes Marienfresko, das auf etwa 1600 datiert wird. Darunter befand sich die Nordtüre der Kirche, die wohl im Zuge des barocken Umbaus vermauert wurde.

## Stiftsgebäude

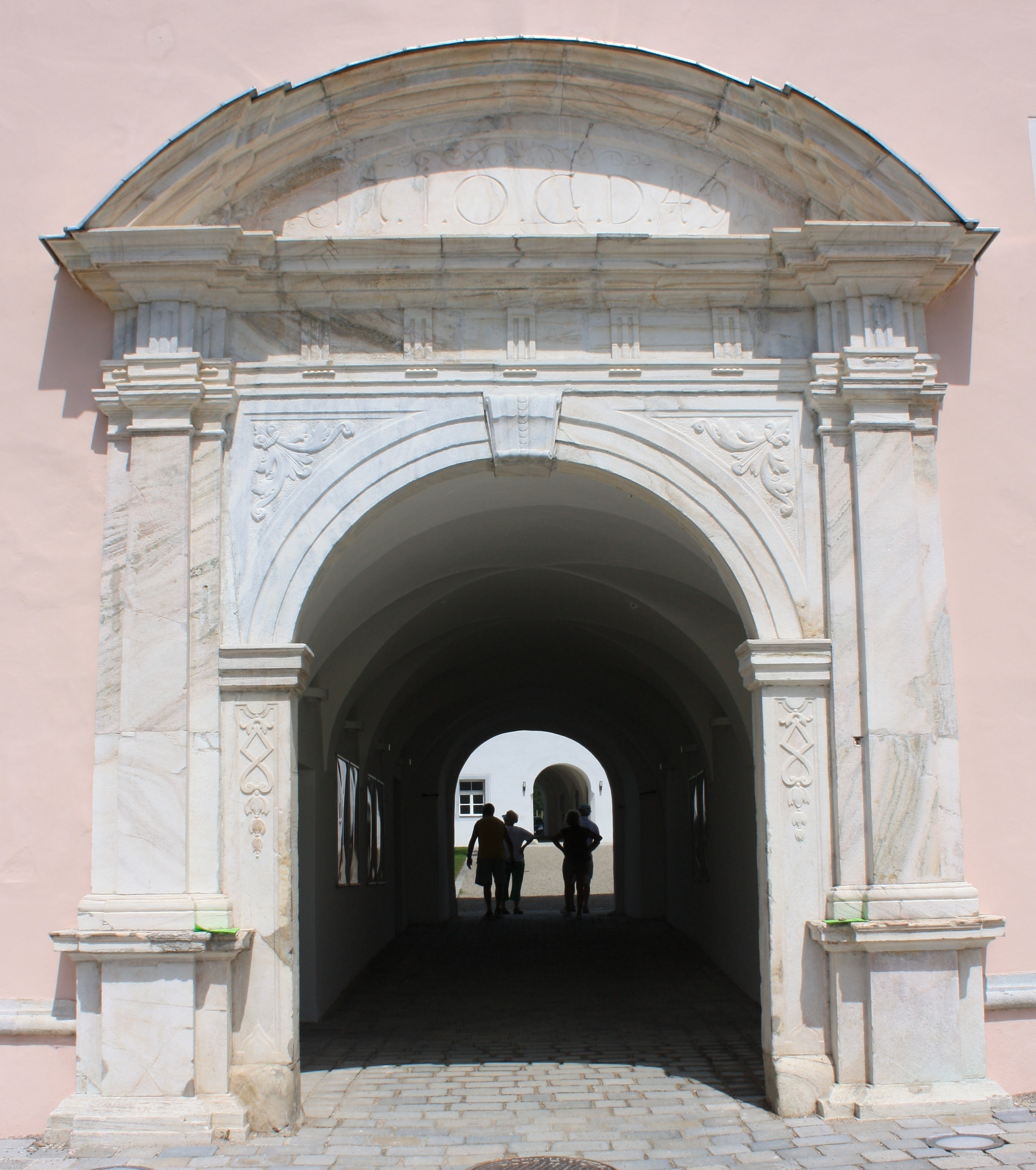
Hauptportal im Westtrakt

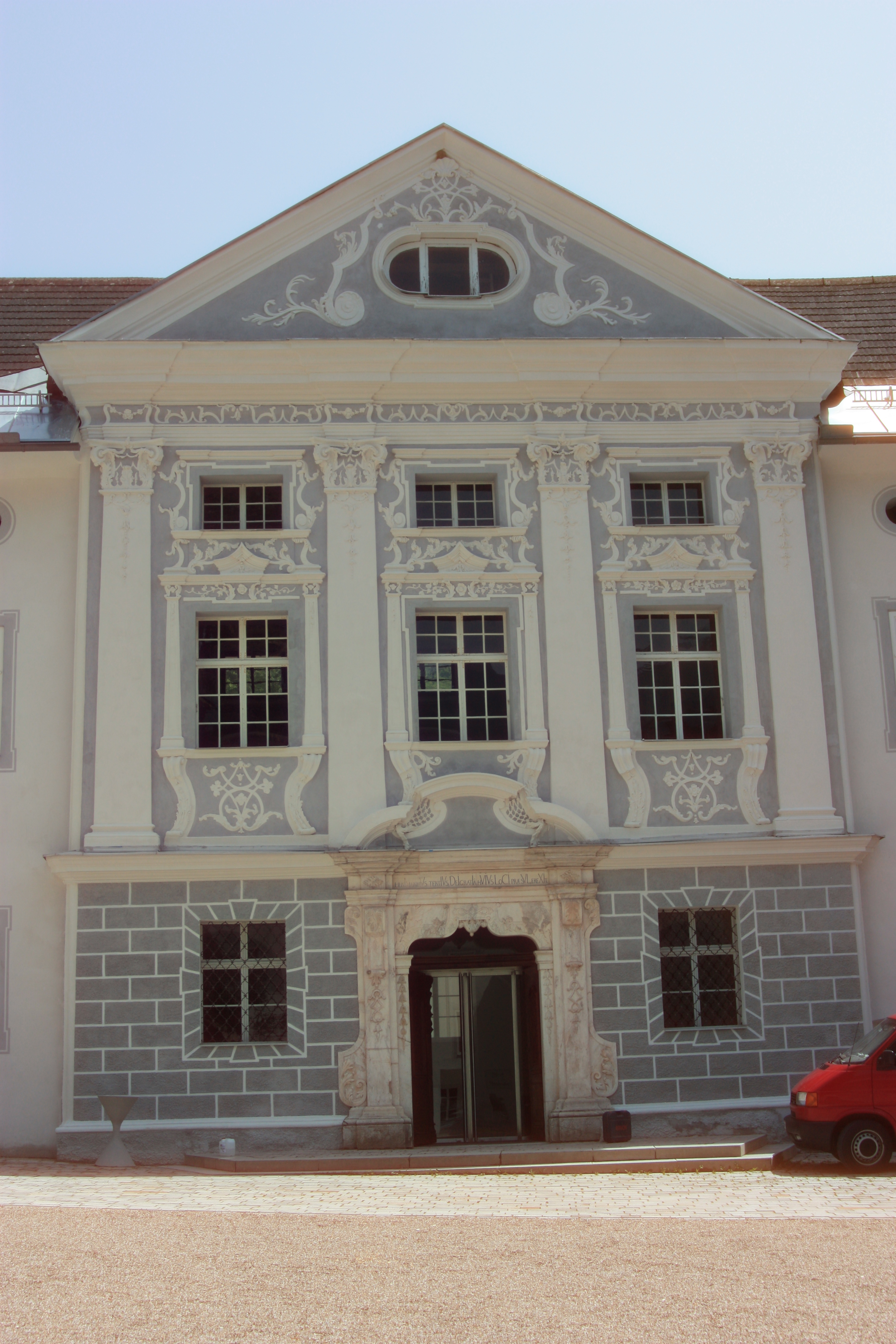
Mittelrisalit an der Hofseite des Südflügels

Die Stiftsgebäude befinden sich südwestlich neben der Kirche. Es ist nur der ehemals westliche Stiftshof erhalten, der östliche Trakt mit dem Kreuzgang wurde 1816 abgetragen. Um den fast quadratischen Hof liegt ein stattlicher, teils zwei-, teils dreigeschoßiger Vierflügeltrakt mit durchgehenden First- und Traufhöhen. Nach Norden, Osten und Westen gibt es Durchfahrten, wobei das Westportal das Hauptportal ist. Innenhof- und Außenfassaden stammen aus dem 19. Jahrhundert.
Der zum See weisende dreigeschoßige Westflügel ist der ehemalige Prälatentrakt und wurde unter Abt Georg Wilhelm Schweizer vor 1628 errichtet. 1741 bis 1749 wurde der Trakt umgebaut. Die Außenfront besitzt eine betonten Mittelrisalit mit fünf Fensterachsen, gekrönt von einem Dreiecksgiebel. Das Marmorportal ist mit 1749 bezeichnet und führt in ein rundbogiges Tor. Die Durchfahrt besitzt ein Gratgewölbe. Im ersten Stock des Prälatentraktes befindet sich der Fürstensaal. Der nördliche und südliche Korridor ist mit polychromem Deckenstuck verziert, der aus der Mitte des 18. Jahrhunderts stammt. Am südlichen Ende des Trakts befindet sich das Treppenhaus.
Der Fürstensaal wurde mit zartem spätbarockem Stuck verziert und von Josef Ferdinand Fromiller mit Fresken ausgestaltet. An der Decke ist die Erbhuldigung der Kärntner Stände für Kaiser Karl VI. dargestellt, die 1728 im Großen Wappensaal des Landhauses in Klagenfurt stattfand und von Fromiller dort ebenfalls als Deckengemälde dargestellt wurde. Die Wände wurden von Fromiller mit barocker Scheinarchitektur ausgestattet. In den gemalten Nischen sind 14 Habsburger dargestellt, die für Stift oder Land von Bedeutung waren. Über den Türen sind zwei Bilder dargestellt, die es in gleicher Form auch im Großen Wappensaal des Landhauses gibt: die Herzogseinsetzung am Fürstenstein und die Schenkung der Stadt Klagenfurt an die Landstände durch Kaiser Maximilian I. In den Ecken des Saales sind die befestigte Stadt Klagenfurt, das Stift Ossiach, das Kärntner Wappen sowie das Wappen von Abt Hermann Ludinger dargestellt.
Der Südflügel besitzt eine bemerkenswerte barocke Hoffassade: ein Mittelrisalit mit einem Sockelgeschoß, mit korinthischer Riesenpilasterordnung und Dreiecksgiebel, Laub- und Bandlwerkdekor. Das Marmorportal ist mit 1741 datiert. An der Nord- und Ostwand befinden sich je eine Sonnenuhr aus der Barockzeit. Im Inneren des Flügels befindet sich eine Feststiege aus der Zeit von Abt Hermann Ludinger. Im ersten Stock befindet sich der Benediktussaal mit illusionistischer Architekturmalerei Fromillers. Der Deckenspiegel ist als offener Himmel dargestellt mit der Aufnahme des heiligen Benedikt in den Himmel. In den Ecken befinden sich Darstellungen der vier Kardinaltugenden.
In der westlichen Ecke befindet sich das ehemalige Musikzimmer. Auch dieses ist mit Fresken Fromillers ausgestattet, die erst 1943 wiederentdeckt wurden. Die Bilder in geschwungenen Stuckumrahmungen zeigen Szenen der Verklärung Christi, der Reue Petri, Johannes auf Patmos, Elias mit den Raben und Moses mit dem brennenden Dornbusch. Weiters gibt es Wappenkartuschen von Stift Ossiach und Abt Hermann Ludinger.
Der Osttrakt war ehedem der Verbindungstrakt zum 1816 abgetragenen zweiten Klosterhof. Er hat eine rundbogige Durchfahrt mit Tonnengewölbe und Stichkappen. Die seitlichen Türen haben Steinrahmung. Im ersten Stock befindet sich das ehemalige Refektorium. Es ist dies ein langer Raum mit reichlichem Stuckdekor an der Decke, mit umlaufendem Stuckfries und mit Stuckgirlanden, die die Türen umrahmen. Dieser Stuck stammt vom Ende des 17. Jahrhunderts. Der stark plastische Stuckdekor mit Akanthusranken, Engeln, Genien, Blattrahmen und Kartuschen aus Knorpelwerkschnörkeln wird auf 1680 datiert. In insgesamt 16 Medaillons befinden sich Malereien aus dem 17. Jahrhundert, die biblische Speiseszenen zeigen. Im Mittelfeld befindet sich ein Leinwandbild mit der Auferstehung Christi, das vielleicht von Anton Zeller stammt und auf die erste Hälfte des 18. Jahrhunderts datiert wird. Die mit Intarsien verzierten Türen stammen aus dem 18. Jahrhundert. Im Erdgeschoß gibt es Nebenräume, die spätgotische Sterngratgewölbe vom Anfang des 16. Jahrhunderts tragen.
Der Nordflügel besitzt einen Durchgang zur Kirche. Der Durchgang hat hofseitig ein korbbogiges Steinportal vom Anfang des 19. Jahrhunderts. Die Durchfahrt hat ein Platzlgewölbe zwischen Gurten über gefasten Halbpfeilern. Die Innenräume stammen vom Ende des 18. Jahrhunderts.

## Belege
1. 1 2 3 4 5 6 7 8 9 10 11 12 13 14 15 16 17 18 19 20 21 22 23  Ilse Spielvogel-Bodo: Der Ossiacher See zwischen gestern und heute. Geschichte, Kunst, Landeskunde. 2. Auflage, Kärntner Druck- und Verlagsgesellschaft, Klagenfurt 1998, ISBN 3-85391-149-8, Kapitel Stift Ossiach und seine Geschichte, S. 17–46.
2. ↑  Das Museum befindet sich nunmehr in Gurk.
3. 1 2 3 4 5 6 7 8 9 10 11 12 13 14 15 16 17 18 19 20 21 22  Dehio-Handbuch Kärnten. 3. Auflage, Anton Schroll, Wien 2001. ISBN 3-7031-0712-X, S. 604–610.
4. 1 2 3 4 5 6 7 8 9 10 11 12 13 14 15  Ilse Spielvogel-Bodo: Der Ossiacher See zwischen gestern und heute. Geschichte, Kunst, Landeskunde. 2. Auflage, Kärntner Druck- und Verlagsgesellschaft, Klagenfurt 1998, ISBN 3-85391-149-8, Kapitel Ossiach, ein Quell der Künste, S. 47–64.
5. ↑  Barbara Kienzl: Die barocken Kanzeln in Kärnten. Verlag des Kärntner Landesarchivs, Klagenfurt 1986, ISBN 3-900531-16-1, S. 341f.
6. ↑  organindex.de: Ossiach, Stiftskirche (Hauptorgel) – Disposition